# ديفيد بوي
ديفيد روبرت جونز (بالإنجليزية: David Bowie) ‏(8 يناير 1947 - 10 يناير 2016)، معروف مهنياً باسم ديفيد بوي كان مغني روك بريطاني، شاعر وملحن وممثل، حائز على جائزتي غرامي وجائزتي بريت. كان شخصية مهمة في الموسيقة الشعبية لأكثر من خمسة عقود، ويعتبره النقاد والمسيقيين كمبدع فريد من نوعه خاصةً من أعماله في السبعينات. تميزت حياته المهنية من خلال تجديد متكرر، وكانت لموسيقاته وحرفته المسرحية تأثير كبير على الموسيقة الشعبية. خلال حياته قدرت مبيعاته القياسية حوالي 140 مليون إسطوانة عالمياً، الذي جعلته من أكبر الفنانين وأكثرهم مبيعاً في العالم. حصل في المملكة المتحدة على إحدى عشر ألبوم ذهبي، تسعة بلاتينية وثمانية فضية، إضافةً إلى إخراج إحدى عشر ألبوم حاصلين على المرتبة الأولى. وحصل في الولايات المتحدة على سبعة شهادات ذهبية وخمسة بلاتنية. في عام 1996 قد تم تكريمه إلى الصالة الفخرية للروك آند رول.
من مكان ولادته في بريكستون، جنوب لندن، بوي طور اهتمامه بالموسيقي من طفولته، ودرس المويسقي، الفن والتصميم قبل الشروع في مهنة الموسيقة عام 1963. وأصبحت أغنيته «Space Oddity/ غرائب الفضاء» من الخمسة الأوائل في يو كاي سنغلس تشارتس عند صدوره في يوليو 1969. بعد فترة من التجريب، ظهر مرة أخرى في عام 1972 خلال عصر ال "Glam Rock" مع شخصية زخرفية طائشية من أنا أخرى "Ziggy Stardust" «زيجي ستار دست». قادت الشخصية من خلال نجاح أغنيته "Starman" وألبومه «The Rise and Fall of Ziggy Stardust and the Spider of Mars/ صعود وهبوط زيجي ستارداست وعناكب من المريخ»، الذي نالته شعبية واسعة. عام 1975، تحول أسلوب بوي جذرياً نحو الصوت الذي وصفه بي «الروح البلاستيكية»، الذي أدى إلى اغتراب العديد من متابعيه في المملكة المتحدة ولكن تمكن من خلاله على حصد أول نجاح في الولايات المتحدة عبر نجاح أغنيته "Fame" والألبوم «Young Americans/ الأمريكيون الصغار». عام 1976، تألق بوي في فيلم «The Man Who Fell to Earth/ الرجل الذي سقط إلى الأرض» وأطلق ألبومه العاشر «Station to Station/ من محطة إلى محطة». في العام التالي، بوي أربك التوقعات الموسيقية مع ألبومه الإلكتروني «Low/ منخفض» في عام 1977، وقد كانت الأولى من ثلاثة اشتراكات مابين بوي وبريان إينو الذي عرفت باسم ألبومات «برلين الثلاثية». «Heroes/ أبطال» في عام 1977 و«Lodger/ نزيل» في عام 1979 أتبعت «Low/ منخفض»؛ ووصلت كل من الألبومات إلى أعلى خمسة أوائل في المملكة المتحدة وتلقوا تمجيد حاسم.
بعد نجاح تجاري غير متساوي في أواخر السبعينات، بوي حقق عدد من النجاحات الذي وصلوا إلى أول المراتب مع أغنيته "Ashes to Ashes" من ألبوم «Scary Monsters and Super Creeps/ وحوش مخيفة»، ومع أغنية "Under Pressure" في عام 1981 في اشتراك مع فرقة كوين. ثم وصل إلى ذروته التجارية في عام 1983 مع نجاح أغنيته «Let's Dance/ هيا نرقص» التي تصدرت المخططات الموسيقية إلى رقم واحد في المملكة المتحدة والولايات المتحدة. خلال التسعينات و 2000، بوي واصل تجاربه الموسيقية، بما في ذلك الموسيقة الصناعية وموسيقة الغابة. وواصل أيضاً التمثيل في عدد من الأفلام مثل «Merry Christmas, Mr. Lawrence/ عيد ميلاد مجيد سيد لورانس» في عام 1983، «Labyrinth/ لابرينث» عام 1986، «The Last Temptation of Christ/ الإغراء الأخير للسيد المسيح» و «The Prestige/ العظمة» عام 2006، وهذا من ضمن عدد أدوار تلفزيونية وسينمائية. توقف عن جولاته الموسيقية بعد عام 2004، وكان آخر أداء حي له في حدث خيري عام 2006. عام 2013، عاد بوي عن توقف دام لمدة عقد مع إطلاق ألبوم «The Next Day/ اليوم التالي». ظل بوي ناشطاً موسيقياً حتى وفاته من مرض السرطان، يومين بعد نزول ألبومه الأخير «Blackstar/ النجم الأسود» عام 2016.

## السنوات الأولى
ولد ديفيد روبرت جونز في 8 من يناير 1947، في بريكستون، جنوب لندن، إنجلترا. ولدت أمه مارغريت ماري «بيجي» (1913-2001) في كنت من أصول أيرلندية؛ وخدمت كنادلة. والده، هايوود ستنتون «جون» جونز (1912-1969) كان من يوركشاير، وخدم في جمعية خيرية بارناردو للأطفال. عاشت العائلة في شارع ستانسفيلد، بالقرب من حدود جنوب لندن المتاخم على بلدية بريكستون وستوكويل. ذهب بوي إلي مدرسة ستوكويل للأطفال حتى كان في السادسة من عمره، اكتسب سمعة من صغره كطفل موهوب وعازم.
عام 1953، إنتقل بوي مع عائلته إلى ضاحية بروملي، حيث بعد عامين بدأ في حضور مدرسة بيرنت آش الابتدائية. اعتبرت صوته «مناسب» من قبل جوقة المدرسة، وقد أظهر قدرات فوق الاعتيادي في لعب الريكوردر. في التاسعة من عمره، كان رقصه خلال دروس الموسيقى والحركة، التي تم إدخالها حديثاً، خيالي بشكل لافت: حيث وصفوا المعلمون تفسيراته «فنية بشكل واضح» وحفظ توازنه بي «المدهش» لطفل صغير. في نفس العام، تم تحيز اهتمامه بالموسيقى عندما عاد والده إلى المنزل حملاً معه مجموعة من الفونوغرافات الأمريكية من قبل فنانيين مثل ذا تين أيجرز، ذا بلاترز، فاتز دومينوا، إلفيس بريسلي وليتل ريتشارد. عند استماع أغنية ليتل ريتشارد «توتي فروتي»، قال بوي فيما بعد «لقد سمعت الله».
كان تأثير إلفيس بريسلي عليه مؤكد أيضاً «رأيت ابنة عمي ترقص لأغنية...'هوند دوج' ولم أراها من قبل تنهض وتتحرك لهذه الكثرة. وتأثرت بقوة الموسيقى. وبدأت في الحصول على السجلات بعج ذلك مباشرةً». بحلول نهاية العام التالي تأخذة في لعب أكلال، وبدأ في جلسات السكيفل مع الأصدقاء، إضافةً إلى لعب بيانو؛ في الوقت نفسه أعراضه الموسيقية من قبل برسلي وتشاك بيري في شبل الكشافة وصفت «باهرة... ومثل مغني من كوكب آخر». بعد خضوعه للامتحانات الابتدائية في ختام وقته في مدرسة بيرنت آش، ذهب بوي إلي مدرسة بروملي التقنية الثانوية.
كانت المدرسة التقنية غير عادية، كما كتب الكاتب السيرة كريستفور سانفورد:
«على الرغم من هيبتها، بحلول وصول ديفيد عام 1958، غنية بشعائرها مثل أي مدرسة إنجليزية عامة. كانت هناك منازل، سميت بأسامي رجال دولة من القرن الثامن عشر مثل ويليام بيت الأكبر وويليام ويلبرفورس. كانت هناك زي موحد، ونظام مفصل من المكآفات والعقوبات. وكانت هناك لهجة أيضاً على اللغات، العلوم وخاصة التصميم، حيث ازدهر الجو الجامعي تحت إشراف المعلم أوين فرامبتون. في اعتبار ديفيد، قاد فرامبتون من خلال قوة الشخصية، وليست من ناحية فكرية؛ كانوا زملاؤه في بروملي مشهوريين لا لهذا ولا لذاك، وأثمرت المدرسة تلاميذ الأكثر موهبة للفنون، وهو نظام ليبرالي جداً لدرجة أن فرامبتون شجع بنشاط إبنه، بيتر، لمتابعة مهنة موسيقية مع ديفيد، شراكة استمرت سليمة لفترة وجيزة بعد ثلاثين عاماً».
درس بوي الفن، الموسيقى والتصميم، بما في ذلك التخطيط والتنسيق. بعد أن قدمه تيري بيرنز، أخيه غير الشقيق، إلى موسيقة الجاز الحديثة، قاد حماسه للاعبيين مثل تشارلز مينغش وجون كولترين إلى أن أعطته أمه ساكسفون بلاستيكية في عام 1961؛ سرعان ماتلقى دروساً من عازف محلي. تلقى بوي إصابة خطيرة في المدرسة عام 1962 عندما قام صديقه جورج أندروود بلكمهِ في العين اليسرى خلال معركة على فتاة. بعد سلسلة من العمليات خلال أربعة أشهر، قرر أطباؤه أن الضرر في عينه غير قابل للتصليح بشكل كامل وقد ترك بوي بعين ذو خطاء إدراك العمق وتفاوت الحدقتين، مما أعطت لبوي انطباعاً خاطئاً عن تغاير لون القزحيتين. على الرغم من مشاجرتهم، أندروود وبوي بقوا أصدقاء طيبيين، وأندروود ذهب إلى خلق أعمال فنية لألبومات بوي الأولى.

## سيرته

### 1969-1962: سنواته الأولى وألبومه الأول
في عام 1962 شكّل بوي أول فرقة له في سن 15 باسم الكونردز. باللعب روك أند رول في التجمعات الشبابية وحفلات الزفاف، كانوا أعضاء الكونردز ما بين أربعة وثمانية أعضاء، بما فيهم أندروود.  عندما غادر باوي المدرسة التقنية في العام التالي، أبلغ والديه باعتزامه أن يصبح نجم البوب. رتبت والدته على وجه السرعة عمله كزميل كهربائي. محبط من التطلعات المحدودة لزملائه في الفرقة، غادر باوي الكونردز وانضم إلى فرقة أخرى، باسم (الكينغ بيز). بعدها كتب بوي إلى ريادي حديث في أعمال الغسيل جون بلوم يدعوه إلى «القيام بما فعله براين إيبستاين من أجل البيتلز - وأن ينجح مليون إسترليني». لم يستجب بلوم لهذا العرض، لكن إحالته إلى ليزلي كون أدت إلى عقد باوي الأول.
ليزلي كون سرعان ما بدأ تتويج بوي. أول أغنية لبوي، «ليزا جين»، صدق الحقوق للأغنية لديفي جونز (بوي) والكينغ بيز، لكنه لم يكتسب النجاح التجاري. غير راضي عن (الكينغ بيز)، بوي غادر الفرقة في أقل من شهر لينضم في وقت لاحق إلى فرقة مانيش بويز مندمجين موسيقى تقليدية والسول معاً - «كنت أحلم بأن أكون ميك جاغر الفرقة»، تذكر بوي في وقت لاحق. غطائهم لأغنية بوبي بلاند «الشفقة للأحمق» لم تكن أكثر نجاحا من «ليزا جين»، وبوي سرعان ما انتقل مرة أخرى للانضمام إلى (ذا لور ثيرد)، فرقة متضمنة من ثلاثي بلوز تأثروا بشدة من فرقة ذا هو. «يوف جوت أهبيت فروم ليفينج» لم تكن أفضل، مما أشار إلى نهاية العقد مع ليزلي كون. بوي أعلن أنه كان سوف يخرج من عالم البوب «لدراسة التمثيل الصامت في سادلر ويلز»، لكن مع ذلك بقي بوي مع (ذا لور ثيرد). مدربه الجديد، رالف هورتون، كان له دور فاعل في انتقال بوي إلى أن يكون فنان منفرد، وسرعان ما شهد بوي ينضم مرة أخرى إلى فرقة جديدة (ذا بز) مما أسفر عن فشل خامس أغنية لبوي، «دو أنيثينج يو ساي». وعندما كان مع (ذا بز)، انضم بوي أيضا لفرقة (ذا رايت سكواد)؛ تسجيلاتهم والذي تضمنت أغنية من بوي، لم يتم الإفراج عليهم. كن بيت، الذي عرضه هورتون، تولى منصب وكيل باوي.
غيّر راضي عن اسمه المسرحي ديفي جونز، الذي دعا في منتصف الستينات 1960 الارتباك مع ديفي جونز من فرقة (ذا مونكيز)، بوي تبنى اسم جديد من بعد رائد أمريكي جيمس باوي والسكين الذي أشهره سكين باوي. أغنيته التي أفرجت في أبريل 1967 «الغنوم الضاحك/ The Laughing Gnome» لم تكتسب الشهرة. أطلق بعد ستة أسابيع، ألبوم باسم (ديفيد بوي)، الذي مزج معاً موسيقى بوب، سايكيديلك روك، وموسيقة القاعة، التقت نفس المصير. وكانت الألبوم الإفراج الأخير لمدة عامين.

### 1971-1968: غرائب الفضاء إلى هانكي دوري
التقى بوي الراقص ليندسي كيمب في عام 1967 والتحق بدروسه في مركز الرقص في لندن. علق بوي في عام 1972 أن اجتماعه مع كيمب كانت عند اهتمامه بالصور «ازدهرت حقا». «كان يعيش على مشاعره، وكان له تأثير رائع. حياته اليومية كانت أكثر شيء مسرحية رأيت من أي وقت مضى، أبداً. وكانت كل شيء اعتقدت بوهيميا كانت. قد انضمت إلى السيرك!» قال بوي عن كيمب. دراسة الفنون الدرامية تحت كيمب، من مسرحية طليعية وتمثيل صامت إلى كوميديا مرتجلة، أصبح بوي مغمور في خلق شخصيات لتقديمهم إلى العالم. في يناير 1968، قام كيمب بتصوير مشهد رقص لمسرحية بي بي سي (ذا بيستول شوت/The Pistol Shot) في مسرح 625، وكيمب أستخدم بوي مع راقصة، باسم هيرميوني فارثينجيل؛ الاثنان تعارفوا على بعض، وانتقلوا إلى شقة في لندن ليعيشوا معاً. بالعب الغيتار الصوتي، شكلت فارثينجيل فرقة موسيقية مع بوي وجون هاتشينسون؛ مابين سبتمبر 1968 وأوائل عام 1969 قدم القرقة الثلاثية عدد قليل من الحفلات الموسيقية مجمعين معاً موسيقى تقليدية، ميرسي بيت، شعر وتمثيل صامت. علاقة بوي مع فارثينجيل انتهت في أوائل عام 1969 عندما ذهبت إلى النرويج للمشاركة في فيلم، أغنية النرويج؛ وذهابها أثرته، والعديد من أغانيه، مثل أغنية «رسالة إلى هيرميوني» و«الحياة على المريخ؟»، وللفيديو المصاحب ل «أين نحن الآن»؟ ارتدى بوي قميص مع عبارة «أغنية النرويج». كانوا معاً لآخر مرة في يناير 1969 لتصوير «أحبك حتى يوم الثلاثاء/Love You till Tuesday»، وهو فيلم مدته 30 دقيقة لم يفرج عنه حتى عام 1984: بقصد أن يكون وسيلة ترويجية، فقد برز عروض من بوي، بما في ذلك أغنية «غرائب الفضاء/Space Oddity» التي لم يتم إصدارها عندما تم تصوير الفيلم.
بعد انتهاء علاقته مع فارثينجيل، انتقل بوي للعيش كمؤجر مع ماري فاينيغان. خلال هذه الفترة ظهر في دعاية للآيس كريم (ليون مايد)، ورفض ليكون في دعاية أخرى من قبل كيت كات. في فبراير ومارس 1969، قام بجولة قصيرة مع ثنائي مارك بولان في فرقة (تي ريكس)، كالثالث على المشروع، قائم بالتمثيل الصامت. في 11 يوليو 1969، صدرت «غرائب الفضاء/ Space Oddity» خمسة أيام قبل إطلاق أبولو 11 إلى القمر، ووصلت الأغنية إلى المراكز الخمسة الأعلى في المملكة المتحدة. باستمرار الانحراف عن الروك أند رول والبلوز التي بدأها عند عمله مع فارثينجيل، انضم بوي إلى فينيغان وكريستينا أوستروم وباري جاكسون لتشغيل نادي فولك في ليالي الأحد في حانة على شارع الرئيسي لبيكينهام.
متأثر بحركة مختبر الفنون، الذي طورت في مختبر الفنون ببيكنهام، ومصبحة شعبية للغاية. استضافت مختبر الفنون مهرجان مجاني في حديقة محلية، والتي أصبحت موضوع لأغنيته «ميموري أوف أي فري فستيفال/Memory of a Free Festival». جاء ألبوم باوي الثاني في نوفمبر، التي صدرت أصلا في المملكة المتحدة باسم (ديفيد بوي)، قد تسببت في بعض الارتباك مع سابقتها من نفس الاسم، والتي كانت قد أفرجت في الولايات المتحدة في وقت مبكر باسم (رجل الكلمات- رجل الموسيقى/Man of Words - Man of Music). أعيد إصدارها دولياً في عام 1972 من قبل تسجيلات آر سي إيه باسم (غرائب الفضاء/ Space Oddity). قد ضمت كلمات فلسفية من هيبيزعلى السلام والحب والأخلاق، وكانت صوت الفولك روك في بعض الأحيان محصنة بروك أعنف، ولكن الألبوم لم يكن نجاحاً تجاريا في وقت صدوره.
تعرف بوي على أنجيلا بارنت في أبريل 1969 وتزوجوا في غضون عام. كان تأثيرها عليه فوري، ومشاركتها في حياته المهنية بعيدة المدى، وقد ترك بوي وكيله (كين بيت) الذي كان تأثيره محدود وهو الشيء الذي وجده محبط. بعد أن أنشأ نفسه كفنان منفرد مع «غرائب الفضاء/ Space Oddity»، بدأ بوي بشعور عديم. وقد تم التأكيد على هذا القصور من خلال التنافس الفني مع مارك بولان، الذي كان في ذلك الوقت بمثابة عازفه الجيتاري. ثم تم تجميع فرقة كما أنبغى. جون كامبريدج، وهو لاعب درامز للتقاه بوي في مختبر الفنون، وأنضم إليه توني فيسكونتي على غيتار البيس وميك رونسون على الإيتار الكهربائي. وقد عرفوا باسم (ذا هيب/ The Hype)، أعضاء الفرقة خلقوا شخصيات لأنفسهم وارتدوا ازياء دقيقة التي سبقت نمط الغلام روك من فرقة (العناكب من المريخ/ The Spiders from Mars). بعد حفلة افتتاحية كارثية في مسرح لندن روندوس، عادوا إلى التكوين الذي عرض بوي كفنان منفرد. كان عملهم الاستوديوي الأولى مشوهً بسبب خلاف ساخن بين بوي وكامبريدج على أسلوب الطبول على الدرامز. وجاءت المسائل إلى الأقصى عندما أتهم بوي غاضبا الطبال من الاضطراب، قائلاً «أنت تتلاعب بألبومي.» استقال كامبريدج وحل محله ميك وودمانزي. بعد وقت ليس ببعيد، أطلق بوي وكيله وحل محله توني ديفريز. وأدى ذلك إلى سنوات من التقاضي التي أبرمت ببوي لدفع تعويضات بيت.
استمرت جلسات الاستوديو وقد أسفرت عن ألبوم بوي الثالث، باسم (الرجل الذي باع العالم/ The Man Who Sold the World) في عام 1972، والذي تضمن إشارات إلى فصام، جنون العظمة والوهم. تتميز بصوت الروك الثقيل من قبل الفرقة الدعمة الجديدة له، كانت انحراف ملحوظ من الغيتارة الصوتية وأسلوب الروك والفولك التي أنشأتها في «غرائب الفضاء/Space Oddity». من أجل الترويج لها في الولايات المتحدة، مولت شركة تسجيلات ميركوري جولة دعائية من الساحل إلى الساحل عبر أمريكا حيث أجريت مقابلات مع بوي بين يناير وفبراير 1971 من قبل المحطات الإذاعية ووسائل الإعلام. مستغل مظهره البغيض كمثل زنمردة، ظهرت الغطاء الأصلي للنسخة في المملكة المتحدة التي كشفت عنه بعد شهرين يرتدي ثوبا: أخذاً الثياب معه، ارتدئها خلال المقابلات - إلى موافقة منقاديه، بما في ذلك جون مندلسون من مجلة رولينغ ستون الذي وصفه بأنه «ساحر، شابهاً بشكل مثير للقلق من لورين باكال» - وفي الشارع، إلى رد فعل مختلط بما في ذلك الضحك، وفي حالة أحد المشاة، أنتجت بندقية وقيل لبوي «أقبل مؤخرتي».
خلال الجولة، قيد مراقبة بوي إلى اثنين من الفنانين الأميركيين البكرين التي أدى إلى تطوير مفهوم شخصية زيجي ستارداست: وهو مزيج من شخصية إيغي بوب مع موسيقى لو ريد، مما أدى إلى إنتاج «أقصى محبوب البوب». استذكرت صديقته «خربش ملاحظة على منديل كوكتيل حول نجم روك مجنون اسمه إيغي أو زيجي»، وعند عودته إلى إنجلترا أعلن نيته عن إنشاء شخصية «يبدو وكأنه هبط من المريخ». وكان لقب «ستاردست» تحية ل «الأسطوري ستاردست كاوبوي»، الذي سجله كان قد أعطيت لبوي خلال الجولة. بوي لاحقاً غنى «أنا أخذت رحلة على سفينة الفضاء الجوزاء» في عام 2002 في ألبوم (وثني/ Heathen).
ألبوم (هنكي دوري/ Hunky Dory) وجدت مكان توني فيسكونتي، كمنتج لبوي، قد أستبدل وحل محله كل من كين سكوت وتريفور بولدر. شهد الألبوم العودة الجزئية للمغني البوب في «غرائب الفضاء/ Space Oddity»، مع أجرة خفيفة مثل «كوكس»، وهي أغنية مكتوبة لابنه دنكان جونز، الذي ولد في 30 مايو. (اختار والداه «اسمه الكوكي» - وكان يعرف باسم زوي للسنوات ال 12 المقبلة - بعد الكلمة اليونانية زوي، بمعنى الحياة). في إمكان آخرى، استكشفت الألبوم مواضيع أكثر جدية، ووجد بوي دافع تحية مباشرة إلى أولئك الذين أثروه مع «أغنية لبوب ديلان/ Song for Bob Dylan»، «اندي وارهول/ Andy Warhol»، و «الملكة الكلبة/ Queen Bitch». لم يكن الألبوم ناجحاً تجاريا كبيرا في ذلك الوقت.

### 1974-1972: زيجي ستارداست
بارتداء زي ملفت النظر، وشعر مصبوغ بلون بني محمر، بوي أطلق عرض زيغي ستاردست مع فرقة (العناكب من المريخ/Spiders from Mars)، الذي أحتوى على - ميك رونسون، بولدر وودمانزي - في حانة بمنطقة تولورث في 10 فبراير 1972. كان العرض شائعاً كثيرًا، مما جعله يصعد إلى النجومية أثناء جولته عبر المملكة المتحدة على مدى الأشهر الستة المقبلة، وخلق، كما وصفها بكلي، «طائفة دينية حول بوي» التي كانت «فريدة من نوعها، واستمر تأثيرها لفترة طويلة، وكانت أكثر إبداعا من ربما أي نجم أخر في الوقت». ألبوم (صعود وهبوط زيجي ستارداست والعناكب من المريخ/ The Rise and Fall of Ziggy Stardust and the Spiders from Mars) في عام 1972، جمعت بين عناصر الروك الثقيل من ألبوم (الرجل الذي باع العالم/The Man Who Sold the Wold) مع روك تجريبي أخف والبوب من ألبوم (هانكي دوري/Hunky Dory)، وقد أفرجت في يونيو. «ستارمان/Starman»، صدرت كأغنية في شهر أبريل قبل خروج الألبوم، وكانت لتعزيز اختراقه إلى النجومية في المملكة المتحدة: كل من ألبومه وأغنيته تسلقوا بسرعة بعد شهر يوليو بعد أداءه الأغنية في برنامج (توب أوف ذا بوبس). الألبوم الذي بقى من أعلى الألبومات لمدة عامين، سرعان ما أنضم إليه ألبومه الرابع (هانكي دوري/ Hunky Dory) البالغ من العمر 6 أشهر. وفي الوقت نفسه، كانت أغنيته «جون، أنا أرقص فقط/ John, I;m Only Dancing» و «كل الشباب الصغار/All the Young Dudes»، أغنية كتبها وأنتجها بوي لفرقة (موت ذي هوبل/Mott the Hoople)، ناجحة في المملكة المتحدة. واستمرت جولة زيغي ستارداست إلى الولايات المتحدة.
ساهم بوي في ألبوم لو ريد (ذا ترانسفورمر/The Transformer) بالدعم الغنائي في عام 1972، مشترك في إنتاج الألبوم مع ميك رونسون. وقد تصدرألبومه (ألادين سين/Aladdin Sane) في عام 1973، إلى أعلى المراتب في المملكة المتحدة، وهو أول ألبوم له صدرت إلى رقم واحد. وصفها بوي باسم «زيجي يذهب إلى أمريكا»، قد أحتوت على أغاني كتبها بوي أثناء السفر إلى وعبر الولايات المتحدة خلال الجزء الأول من جولة زيجي، والتي استمرت الآن إلى اليابان لترويج الألبوم الجديد. ألبومه (ألادين سين/Aladdin Sane) في المملكة المتحدة ثبتت من أفضل خمسة أغناي عبر«جين جيني/Jean Genie» و «محرك في يوم السبت /Drive in Saturday».
حب بوي للتمثيل أدى إلى انغماسه الكامل في الشخصيات التي أنشأها لموسيقته. «خارج المسرح أنا إنسان آلي، وعلى المسرح أنا أحقق عاطفة. لعل هذا السبب أنني أفضل أن أرتد ملابس وأكون زيجي بدلاً من ديفيد». مع هذا إلارتياح جاءت صعوبات شخصية شديدة: تمثيل نفس الدور على مدى فترة طويلة، أصبحت من المستحيل بالنسبة له لفصل زيجي ستارداست، وفي وقت لاحق، شخصية الدوق الأبيض الرفيع، من شخصيته خارج المسرح. قال باوي، عن زيجي: «لن يتركني بمفردي لسنوات، وكان ذلك عندما بدأ كل شيء يذوب ... لقد تأثرت شخصيتي كلها، وأصبحت خطيرة جدا. كان لدي شكوك حول عقلتي». عروض زيجي في وقت لاحق، والتي تضمنت أغاني من كل من (زيجي ستارداست/Ziggy Stardust) و (ألادين سين/Aladdin Sane)، كانت مسرحية مليئة بصعوبات ومعبأ بلحظات مروعة، مثل تجريد بوي نفسه من الملابس إلى مصارع سومو أو محاكاة الجنس عن طريق الفم مع غيتار رونسون. قام بوي بجولات وعقد مقابلات صحفية باسم زيجي قبل «التقاعد» المذهل والمفاجئ في مسرح لندن هامرزميث أوديون في 3 يوليو 1973. لقطات من العرض النهائي تم إصدارها في نفس العام لفيلم زيغي ستاردوست والعناكب من المريخ.
بعد فك فرفة العناكب من المريخ، حاول بوي الانتقال من شخصيت زيجي. وقد سعى الناس كتالوج بوي الخلفي الآن كثيرًا مثل ألبوم: (الرجل الذي باع العالم/ The Man who Sold the Wolrd) الذي أعيد إصداره في عام 1972 إلى جنب (غرائب الفضاء/ Space Oddity). أغنيته «الحياة على المريخ؟»، من ألبوم (هانكي دوري/Hunky Dory)، تم إصداره في يونيو 1973، وبلغ إلى رقم 3 على يو كاي سنغلس تشارتس في المملكة المتحدة. وقد دخلت في نفس الجدول في سبتمبر، أغنية بوي من عام 1967، «الغنوم الضاحك/The Laughing Gnome»، بلغاً إلى رقم 6. ألبومه (ملصقات/Pin Ups)، والتي تكونت من مجموعة من أغطيته المفضلة من 1960 خرجت في أكتوبر، وأتاحت الترتيب 3 في المملكة المتحدة بسبب نسخته من «الحزن/Sorrow» من فرقة (مكويس/McCoys) وهيا نفسها وصلت للترتيب الأول، مما جعل ديفيد بوي الفنان الأكثر مبيعا لعام 1973 في المملكة المتحدة. جلبت العدد الإجمالي لألبومات بوي بالتزامن في الجدول البريطاني إلى ستة.

### 1976-1974: «الروح البلاستكية» والدوق الأبيض الرفيع
أنتقل بوي إلى الولايات المتحدة في عام 1974، مقيماً في البداية في مدينة نيويورك قبل أن يستقر في لوس أنجلوس. ألبومه (الكلاب الماسية/ Dimond Dogs) عام 1974، والتي وجدت أجزاء منه متجه نحو السول وفانك، كانت من إنتاج فكرتين متميزين: الأول موسيقى تستند إلى مستقبل بري في مدينة ما بعد أبوكاليبس، ووضع كتاب جورج أورويل (1984) للموسيقى. ذهب الألبوم إلى المركز الأول في المملكة المتحدة، مما أدى إلى تكاثر لعب «المتمرد المتمرد/ Rebel Rebel» و «الكلاب الماسية/Diamond Dogs»، والرقم 5 في الولايات المتحدة. من أجل الترويج لها، أطلق بوي جولة الكلاب الماسية، بزيارة مدن في أمريكا الشمالية بين يونيو وديسمبر 1974. قامت بتصميم الجولة (توني باسل)، وتم إنتاجها بسخاء مع مؤثرات مسرحية خاصة، وتم تصوير المسرح ذات الميزانية العالية من قبل (آلان ينتوب). الفيلم الوثائقي الناجح، المسمى ب (الممثل المشقوق/Cracked Actor)، برز بوي شاحب وضعيف: تزامنت الجولة مع انزلاق المغني من استخدام كوكايين بشكل ثقيل إلى الإدمان، مما أدى إلى وهن جسدي شديد، جنون العظمة ومشاكل عاطفية. علق في وقت لاحق أن الألبوم الحي المصاحب باسم، (ديفيد مباشر/David Live)، كان ينبغي أن يكون بعنوان «ديفيد بوي على قيد الحياة جيد ويعيش فقط في النظرية». على الرغم من ذلك، عزز ألبومه (ديفيد مباشر/David Live) مكانته كنجم مميز، واصلاً إلى رقم 2 في المملكة المتحدة ورقم 8 في الولايات المتحدة. كما أنها ولدت رقم 10 في المملكة المتحدة في غطاء بوي للإغنية إدي فلويد «أطرق على الخشب/Knock on Wood». بعد استراحة في فيلادلفيا، حيث سجل بوي أغاني جديدة، استؤنفت الجولة مع التركيز المجدد على الروح.
كانت ثمار جلسات تسجيل فيلادلفيا «الشباب الأمريكيين/Young Americans» في عام 1975. كتب كاتب السيرة الذاتية كريستوفر سانفورد: «على مر السنين، حاول معظم مغنيين الروك البريطانيين، بطريقة أو بأخرى، أن يصبحوا أسودين، وتمكن القليل من النجاح كما فعل بوي». صوت الألبوم، مما سمها بوي «الروح البلاستيكية»، شكلت تحولاً جذرياً في الأسلوب الذي غرب في البداية العديد من محبونه البريطانيين. حقق «الشباب الأمريكيين/Young Americans» أول أغنية لبوي في الولايات المتحدة لتحقق الترتيب الأول، «الشهرة/Fame»، التي شارك في كتابتها جون لينون، والذي ساهم أيضاً في الدعم غنائي، وكارلوس ألومار. لينون سمى عمل بوي «عظيم، لكنه مجرد روك أن رول مع شفاه أحمر». كسب التمييز من كونه واحدا من أول الفنانين البيض ليظهر على برنامج أمريكي متنوعة (قطار الروح/Soul Train)، بوي قلد أغنية «الشهرة/Fame»، وكذلك «السنوات الذهبية/Golden Years»، أغنيته التي أخرجت في نوفمبر، والتي قد عرضت أصلاً لي إلفيس بريسلي، والذي رفضه. كان (الشباب الأميركيين/Young Americans) نجاحاً تجاريا في كل من الولايات المتحدة والمملكة المتحدة، وأصبحت إعادة إصدار أغنية «غرائب الفضاء/Space Oddity» من عام 1969 أول أغنية لبوي لتصل لترتيب الأول في المملكة المتحدة بعد أشهر قليلة من «الشهرة/Fame» حقق نفس الشيء في الولايات المتحدة. على الرغم من أنه الآن سوبرستار راسخ، بوي، على حد قول سانفورد، «لجميع مبيعاته (أكثر من مليون نسخة من زيجي ستارداست وحدها)، كانت موجودة أساسا على تغيير فضفاض». في عام 1975، في خطوة يردد رفض كين بيت الحاد قبل خمس سنوات، أطلق بوي وكيله. في خضم النزاع القانوني الذي استمر منذ أشهر، شاهد، كما وصفها سانفورد، «الملايين من الدولارات من أرباحه المستقبلية تم تسليمهم» في ما كانت «شروط كريمة فريدة من نوعها لديفريز»، ثم «أغلق نفسه في غرب شارع العشريين، حيث لمدة أسبوع يمكن أن يسمع عواءه من خلال باب العلية المقفلة». مايكل ليبمان، محامي بوي خلال المفاوضات، أصبح وكيله الجديد؛ وقد منح ليبمان تعويضات كبيرة عندما أطلقه بوي العام التالي.
ألبومه (من محطة إلى محطة/Station to Station) في عام 1976 قدمت شخصية جديدة لبوي، وهي «الدوق الأبيض الرفيع». بصريا، كانت الشخصية امتداداً لي توماس جيروم نيوتن، الذي كان الكائن من خارج الأرض في الفيلم الذي مثل فيه (الرجل الذي سقط إلى الأرض/The Man who Fell to Earth) في العام نفسه. تطوير الفانك والسول من ألبوم (الشباب الأميركيين/Young Americans) ، ألبوم (محطة إلى محطة/Station to Station) مزجت ترتيبات ثقيلة وسبقت موسيقى كروثروك التجريبية التي أثرت الإصدارات القادمة له. تم الإعلان عن مدى إدمان المخدرات الآن على بوي عندما أجرى (راسل هارتي) مقابلة مع المغني في برنامجه التلفزيوني في (عطلة نهاية الأسبوع في لندن) تحسباً لجولة داعمة للألبوم. قبل وقت قصير من بدء المقابلة المرتبطة بالقمر الصناعي، أعلن وفاة الدكتاتور الأسباني فرانثيسكو فرانكو. طلب من بوي التخلي عن حجز الأقمار الصناعية، لسماح الحكومة الأسبانية لاخراج الأخبار الحية. هذا رفض القيام به، وذهبت قدماً. في المحادثة الطويلة التي تلت مع هارتي، كان بوي غير متماسك وبدا «مفصولا». وقد أصبحت صحته العقلته - مثلما قال في وقت لاحق - ملتوية من الكوكايين؛ كان قد أختبر جرعات زائدة عدة مرات خلال العام، وكان يهُلك جسديا لدرجة مقلقة. أدت تعليقات بوي الإيجابية حول أدولف هتلر، وإريك كلابتون حول قيود على الهجرة في عام 1976، إلى إنشاء منظمة روك ضد العنصرية.
جاءت ألبوم (محطة إلى محطة/Station to Station) التي أصدرت في يناير 1976 وتابعته في فبراير جولة موسيقية لمدة 3 أشهر في أوروبا وأمريكا الشمالية. ضمت تشكيلة مسرحية مضيئة بشكل صارخ - الجولة المسمية (إيسولار - 1976) برزت أغاني من الألبوم، بما في ذلك الأغنية الدرامية والمطولة «صارخة هيا الرياح/Wild is the Wind» و «كلمة على جناح/Word on a Wing»، والأغانية الأكثر فانك مثل «تي في سي 15/TVC15» و «البقاء/Stay». الفرقة الأساسية التي تجتمعت لإنتاج هذا الألبوم والجولة الموسيقية - عازف الجيتار كارلوس ألومار، عازف جيتار البيس جورج موري، والطبال دينيس ديفيس- أستمروا كوحدة مستقرة لبقية 1970s. كانت الجولة ناجحة للغاية ولكن غارقة في الجدل السياسي. ونقل عن بوي في ستوكهولم قوله إن «بريطانيا يمكن أن تستفيد من زعيم فاشي»، واحتجزة عند الجمارك على الحدود الروسية / البولندية لامتلاكه معدات نازية.
جاءت الأمور إلى الأقصى في لندن في مايو بما أصبح يعرف باسم "حادثة محطة فيكتوريا". واصلاً بوي في سيارة مرسيدس مكشوفة، محياً الحشد ولكن البعض تزاعم أنها كانت تحية النازية، والتي تم تصويرها ونشرت في (ن م إِ/NME). قال بوي أن المصور صورهُ ببساطة في منتصف الموجة. وجه اللوم في وقت لاحق على تعليقاته المؤيدة للفاشية وسلوكه خلال الفترة على إدمانه شخصية الدوق الأبيض الرفيع. "كنت خارج عن ذهني، مجنون تماماً، وكان الشيء الرئيسي الذي كنت أعمل عليه هو علم الأساطير ... كل شيء عن هتلر والأفكار اليمينية ... قد أكتشفت الملك آرثر". وفقا لما كتبه الكاتب المسرحي آلان فرانكس، كتب في وقت لاحق في صحيفة ذي تايمز: "كان في الواقع'مختل' "، وكان لديه بعض التجارب السيئة جدا مع المخدرات". كان إدمان بوي للكوكايين، الذي تسبب في هذه الجدل، بسبب عيشه في لوس أنجلوس، وهي المدينة التي غربته كثيرًا.من خلال مناقشته لمغازلته مع الفاشية في مقابلة أجريت في عام 1980 مع (ن م إٍ/NME)، أوضح بوي أن لوس أنجلوس "حيث حدث كل شيء، يجب أن تمسح المكان اللعين من وجه الأرض. أن تكون مرتبط مع أي شيء من الروك والذهاب للعيش في لوس انجليس هو، أعتقد، مجرد التوجه للكوارث، حقاً. "

### 1979-1976: عصر برلين
انتقل بوي إلى سويسرا في عام 1976، وشرأ كوخ في تلال شمال بحيرة جنيف. في البيئة الجديدة، انخفض استخدامه للكوكايين ووجد الوقت لجهود أخرى خارج مسيرته الموسيقية. كرس المزيد من الوقت لرسمه، وأنتج عددا من القطع ما بعد الحداثة. عندما كان في جولة موسيقية، أخذ إلى رسم في دفتر، وتصوير مشاهد للرجوع إليها لاحقاً.زار صالات العروض في جنيف ومتحف بروك في برلين، أصبح بوي، على حد تعبير كاتب السيرة الذاتية كريستوفر سانفورد، «منتج خصيب وجامع للفن المعاصر ... ليس فقط أنه أصبح راعيا معروفا للفن التعبري: مقفل في كلوس ديس ميسانجيس بدأ دورة مكثفة لتحسين الذات في الموسيقى الكلاسيكية والأداب، وبدأ العمل على سيرة ذاتية.»
قبل نهاية عام 1976، اندفاع اهتمام بوي للمشهد الموسيقي الألماني المزدهر، فضلا عن إدمانه للمخدرات، دفعته للانتقال إلى برلين الغربية لتنظيف نفسه من المخدرات وإحياء حياته المهنية. هناك كان ينظر إليه في كثير من الأحيان يركب على دراجة ليسوق بين شقته في هوبتستراس في (شونيبرغ) و (ستوديوا هانزا)، استوديو التسجيل الذي استخدمه، وتقع على كوثينر ستري في (كريوزبرغ)، بالقرب من جدار برلين. أثناء عمله مع بريان إينو ومشاركته في شقة مع إيغي بوب، بدأ التركيز على الموسيقى البسيطة والمحيطة للألبومات الثلاثة الأولى، التي شارك في إنتاجها توني فيسكونتي، التي أصبحت تعرف باسم ثلاثية برلين. خلال الفترة نفسها، قام إيغي بوب، مع بوي ككاتب ومشارك في الموسيقي، بإكمال ألبومه المنفرد (الأحمق/The Idiot) والألبوم المتابع (شهوة من أجل الحياة/Lust for Life)، قائميين بجولة في المملكة المتحدة، أوروبا والولايات المتحدة في مارس وأبريل 1977.
الألبوم (منخفض/Low) الذي خرج في عام 1977، متأثراً جزئيا بصوت كروتروك من كرافت فيرك ونيو!، أثبتت الابتعاد عن السرد في كتابة بوي إلى شكل موسيقي أكثر تجريداً حيث كانت الكلمات متفرقة واختيارية. على الرغم من أنه أنهى الألبوم في نوفمبر 1976، استغرقت شركة الإسطونات الغير المستقرة ثلاثة أشهر لإطلاق سراح الألبوم. قد تلقت انتقادات سلبية كبيرة بعد الإفراج عنها، هي الإفراج الذي لم يرحب به شركة الإسطوانات، التي كانت حريصة على الحفاظ على الزخم التجاري الراسخ، ومدير بوي السابق، توني ديفريز، الذي لا زال حافظ على مصلحة مالية كبيرة في شؤون المغني، حاول منعه أيضاً. على الرغم من هذا الهاجش البشري، (منخفض/Low) أسفرت على الترسيخ ال3 في المملكة المتحدة مع أغنية «الصوت والرؤية/ Sound & Vision»، وأداءها تجاوزت أغنية «محطة إلى محطة/Station to Station» في المملكة المتحدة، حيث وصلت إلى رقم 2. وصف الملحن المعاصر فيليب قلاس (منخفض/Low) «كعمل عبقري» في عام 1992، عندما استخدمها كأساس لسيمفوني رقم 1«منخفض/Low»؛ في وقت لاحق، استخدم قلاس ألبوم بوي التالي كأساس لي سيمفونية عام 1996 رقم 4 «أبطال/Heroes». وأشاد قلاس بهدية بوي لخلق «قطع معقدة إلى حد ما من الموسيقى، وتتنكر كقطع بسيطة».
صدى «منخفض/Low» في الحد الأدنى، نهج فعال، والثانية من ثلاثيته، ألبوم «الأبطال/Heroes» في عام 1977، التي دمجت البوب والروك إلى حد كبير، ورأت بوي انضم إليه عازف الجيتار (روبرت فريب). مثل (منخفض/Low)، «الأبطال/Heroes» أثبتت روح العصر من الحرب الباردة، ترمز إلى مدينة برلين المقسمة. دمجت الأصوات المحيطة من مجموعة متنوعة من المصادر بما في ذلك مولدات الضوضاء البيضاء، السنفيسيزر وكوتو، وكان الألبوم ناجحة مثل الأخرى، ووصلت إلى رقم 3 في المملكة المتحدة.على الرغم من أن أغنية «الأبطال/Heroes»، الذي وصل إلى رقم 24 في المملكة المتحدة فقط، قد اكتسبت شعبية دائمة، وفي غضون أشهر تم إصداره باللغتين الألمانية والفرنسية. في نهاية العام، قام بوي بأداء أغنية (مارك بولان) في برنامجه التلفزيوني مارك، وبعد ذلك بيومين في برنامج بينغ كروسبي النهائي لعيد الميلاد، عندما انضم مع كروسبي في فيلم «السلام على الأرض- صبي الطبول الصغير/Peace on Earth- Little Drummer Boy»، وهي نسخة من «صبي الطبال الصغير/The Little Drummer Boy» مع طباق جديد. بعد خمس سنوات، أثبتت الأغنية الشهرة الموسمية في جميع أنحاء العالم، وقد وصلت في المملكة المتحدة إلى رقم 3 في يوم عيد الميلاد، 1982.
بعد الانتهاء من «منخفض/Low» و «الأبطال/Heroes»، قضى بوي الكثير من عام 1978 في جولة العالمية (إيسولار 2)، وبذلك جلب الموسيقى من أول إثنين من الألبومات برلين الثلاثية إلى ما يقرب من مليون شخص خلال 70 حفلة موسيقية في 12 بلداً. الآن بوي قد كسر إدمانه للمخدرات، كاتب السيرة الذاتية ديفيد بكلي كتب أن (إيسولار 2) كانت «جولة بوي الأولى لمدة خمس سنوات والتي ربما لم يكن قد تخدر نفسه بكميات وفيرة من الكوكايين قبل اتخاذ المسرح ... وبدون النسيان التي جلبتها المخدرات، كان الآن في صحة عقلية كافية ليريد أن يكون صداقات». التسجيلات من الجولة كونت الألبوم الحي (المسرح/Stage)، الذي صدر في نفس العام.
القطعة الأخيرة في ما أسماه بوي ب «الثلاثية»، (نزيل/Lodger) في عام 1979، قد تخلت عن الطبيعة البسيطية المحيطة بالإلبوم الإثنتين الأخريين، مما أدى إلى عودة جزئية إلى موسيقى الروك والبوب في عصر ما قبل برلين. كانت النتيجة خليط معقد من موجة جديدة وموسيقى العالم، في أماكن شملت الحجاز والتي كانت من مقاييس غير غربية. قد تم تأليف بعض المسارات من قبل إينو ومن قبل أعمال من بيتر شميت مثل إستراتيجات مائلة : أغنية «الأولاد بقوا يتأرجحوا/Boys Keep Swinging» استتبعت أعضاء الفرقة بتبادل الأدوات الموسيقية، «أستمر/Move On» أستخدمت التآلف من أغنية بوي المبكرة «كل الشباب الصغار/All the Young Dudes» لعبت إلى الوراء، و «المال الأحمر/Red Money» أخذت المسارات الدعمية من «شقيقة منتصف الليل/Sister Midnight»، وهي قطعة تألفت سابقاً مع إيغي بوب. تم تسجيل الألبوم في سويسرا. قبل إطلاقها، قال ميل إلبرمان من شركة الإسطوانة (ر سي أي/ RCA)، «سيكون من العادل أن نسميها رقيب الفلفل لبوي ... ألبوم الذي يصور مستأجريتجول بلا مأوى، أجتنب وضحية من ضغوطات الحياة والتكنولوجيا». كما وصفه كاتب السيرة الذاتية كريستوفر سانفورد، «السجل كانت لها أمالاً كبيرة مع خيرات مشكوكة، وإنتاج الذي أوضح نهاية - لمدة خمسة عشر عاما- من الشراكة مع إينو». وصل (نزيل/Lodger) إلى رقم 4 في المملكة المتحدة ورقم 20 في الولايات المتحدة، وأسرفت في المملكة المتحدة إلى أغنية «الأولاد بقوا يتأرجحوا/Boys Keep Swinging» و «دي جي/DJ». في نهاية العام، بدأ بوي وانجي إجراءات الطلاق، وبعد أشهر من المعارك في المحكمة انتهت الزواج في أوائل عام 1980.

### 1988-1980: الرومانسية الجديدة وعصر البوب
ألبوم (وحوش مخيفة ولصوص ممتازة/Scary Monsters & Super Creeps) في عام 1980، أنتجت الأغنية الناجحة «الرماد إلى الرماد/Ashes to Ashes»، ويضم العمل النسيجي من غيتار السينثيسار (تشاك حمر) وإعادة شخصية الرائد توم من «غرائب الفضاء». أعطت الأغنية عرضا دولياُ للحركة الرومانسية الجديدة عندما زار بوي ملهى في لندن «بليتز»، وهو أهم مآدب رومانسية جديدة لتجنيد العديد من المنظمين - بما في ذلك (ستيف ستراينج) من فرقة (فيزاج) - للعمل في الفيديو المصاحب الشهير باعتبارها واحدة من الأكثر ابتكارا في كل العصور. في حين استخدمت (وحوش مخيفة/Scary Monster) المبادئ التي وضعتها ألبومات برلين، كان ينظر إليها من قبل النقاد أن تكون أكثر مباشرة موسيقياً ومنشودً. شملت حافة الروك للألبوم مساهمات غيتار واضحة من (روبرت فريب)، و (تشاك حمر)، و (بيت تونسيند). بصعود أغنية «الرماد إلى الرماد/Ashes to Ashes» إلى رقم واحد على في المملكة المتحدة، افتتح بوي لمدة ثلاثة أشهر عمل على برودواي في 24 سبتمبر، بتمثيل في (فيل الرجل/The Elephent Man).
بوي عمل مع فرقة كوين في عام 1981 لإصدار أغنية لمرة واحدة، "تحت الضغط/Under Pressure". كانت الثنائي ناجحة، لتصبح ثالث أغنية لبوي في المملكة المتحدة تصل لرقم واحد. وقد أعطي لبوي الدور القيادي في البي بي سي في عام 1982 لتمثيل في عمل برتولت بريشت الشهير (بال/Baal). بالتزامن مع انتقاله، تم إصدار خمس أغاني عبر (إي بي/EP) من المسرحية، التي تم تسجيلها في وقت سابق في برلين، وتم إصدرها باسم (ديفيد بوي في بال برتولت بريشت/David Bowie in Bertolt Brecht's Baal). في شهر مارس عام 1982، شهر قبل فيلم (بول شريدر) (قط الناس)، أطلق أغنية بوي بعنوان "قط الناس - إخماد النار/ Cat People - Putting out Fire) كأغنية واحدة، وأصبحت نجاحاً قاصراً في أمريكيا ودخلت في قائمة أفضل 30 أغنية في المملكة المتحدة.
وصل بوي ذروته الشعبية ونجاحه التجاري في عام 1983 مع ألبوم (هيا نرقص/Let's Dance). شارك في إنتاجهه من فرقة (شيك) (نايل رودجرز)، الألبوم ذهب إلى البلاتين في كل من المملكة المتحدة والولايات المتحدة. وأصبحت أغنياتها الثلاثة أفضل 20 أغنية في كلا البلدين، حيث وصل أغنية «هيا نرقص/Let's Dance» إلى المرتبة الأولى. «الحب الحديث/Modern Love» و «فتاة الصين/China Girl» كل الإثنين وصلوا إلى رقم 2 في المملكة المتحدة، ويرافقه أشرطة فيديو ترويجية التي كتب عليها السيرة الذاتية ديفيد بكلي قائلاً «أنشطت النماذج الرئيسية في العالم البوب أغنية 'هيا نرقص' مع القليل من الروايات حول الزوجين من السكان الأصليين، مستهدفاً» الشباب«، ومن خلال أغنية» الفتاة الصينية«، مع مشهده المحبب (الذي أخضع للرقابة الجزئية لاحقاً) على الشاطئ (كانت تحية للفيلم من هنا إلى الخلود)، وكانت استفزازياً بما فيه الكفاية لضمان الدوران الثقيل على (م تي في/MTV)». وكان ستيفي راي فوغن ضيف عازف الجيتار يلعب منفردا على «هيا الرقص/Let's Dance»، على الرغم من أن الفيديو يصور بوي وكائنه يلعب هذا الجزء. بحلول عام 1983، ظهر بوي كواحد من أهم فناني الفيديو في الوقت. «هيا نرقص/Let's Dance» تليها جولة موسيقية (ضوء القمر الجدي/Serious Moonlight)، خلالها كان يرافق بوي، عازف الجيتار (إيرل سليك) ودعم الغنائي (فرانك وجورج سيمز). استغرقت الجولة العالمية ستة أشهر وكانت شعبية للغاية. في حفل توزيع جوائز إم تي في جوائز فيديو الموسيقية، حصل بوي على جائزتين من بينها جائزة فيديو فانغارد الافتتاحية.
ألبومه (الليلة/Tonight) التي أصدرت في عام 1984، هو ألبوم آخر موجه للرقص، وقد وجدى بوي نفسه يتعاون مع تينا ترنر، ومرة أخرى، مع إيغي بوب. قد شملت عددا من أغاني تغطية، من بينها أغنية من فتيان الشاطئ من 1966 «الله يعلم فقط/God Only Knows». الألبوم حمل الأغنية التي كانت ناجحة عبر الأطلسي إلى أفضل 10 أغاني وهي «جين الزرقاء/Blue Jean»، في حد ذاته كان مصدر إلهام للفيلم القصير الذي فاز به بوي جائزة جرامي لأفضل فيديو قصير بشكل موسيقى، «الجاز لي جين الزرقاء». غنى بوي في ملعب ويمبلي في عام 1985 من أجل (المعونة المباشرة/ Live Aid)، حفلة لجمع التبرعات متعددة الأمكان لإغاثة المجاعة الإثيوبية. خلال هذا الحدث، عرض فيديو لأول مرة لجمع التبرعات، كانت ثنائي مابين بوي وميك جاغر. «الرقص في شارع/Dancing In the Street» سرعان ما ذهبت إلى رقم واحد عند الإفراج. في العام نفسه، عمل بوي مع فرقة (بات ميثني) لتسجيل «هذا ليس أمريكا/This Is Not America» للموسيقى التصويرية من أجل فيلم (الصقر والرجل الثلجي). تم إصدار الأغنية كأغنية واحدة، وأصبحت من أفضل 40 أغنية في المملكة المتحدة والولايات المتحدة.
أعطي لبوي دوراً في عام 1986 في فيلم (المبتدئين المطلقيين/Absolute Beginners). أعتبروه النقاد الفيلم سيئ، ولكن أغنية بوي، التي سميت أيضا باسم «المبتدئين المطلقين»، وصلت إلى رقم 2 في المخططات البريطانية. كما ظهر ك (جاريث/Jareth)، ملك العفاريت، في عام 1986 في فيلم جيم هانسون (المتاهة/Labyrinth)، الذي كتب لها خمسة أغاني. وكان ألبومه المنفرد الأخير للعقد في 1987 (لا تخذلني مطلقا/Never Let Me Down)، حيث تخلى عن الصوت الخفيف لألبوميه السابقين، بدلاً من ذلك قدم روك أعنف مع حافة رقص صناعي/تكنو. بلغ ذروته إلى رقم 6 في المملكة المتحدة، أسفرت الألبوم بإغنية «يوم دخول، يوم خروج» (أغنيته 60)، «الوقت سوف يزحف/Time Will Crawl» و «لا تخذلني مطلقاً/Never Let Me Down». وصفها بوي في وقت لاحق بأنها «أسوأ الحالات»، واصفا إياه بأنه «ألبوم فظيع». دعم «لا تخذلني أبداً/Never Let Me Down»، وسبقه تسعة عروض صحافية ترويجية، بدأت 86-حفلة موسيقية في جولة (العنكبوت الزجاجي/Glass Spider Tour) في 30 مايو. شملت فرقة دعم بوي (بيتر فرامبتون) على الإيتار الرئيسي .انتقد النقاد المعاصرون الجولة على أنها مفرطة، قائلين أنها تخلت عن اتجاهات ملعب الروك الحالي في المؤثرات الخاصة والرقص، على الرغم من مرور سنوات على انتهاء الجولة، أقر النقاد بأن الجولة أثرت على كيفية أداء الفنانين الآخرين الحفلات الموسيقية، بما في ذلك بريتني سبيرز، مادونا، ويو تو.

### 1991-1989: فرقة تن ماشين
قام بوي بالتخلص من مهنته الفردية في عام 1989، متراجعا إلى الغفلية النسبية لعضوية فرقة للمرة الأولى منذ أوائل السبعينيات. وجاءت الفرقة الرباعية، باسم (تن ماشين/Tin Machine) إلى حيز الوجود بعد بوي بدأ العمل تجريبيا مع عازف الجيتار (ريفز غابريلز). أنتهت التشكيلة مع (توني) و (هانت سيلس)، الذي كان يعرفهم بوي منذ أواخر 1970s لمساهمتهم، على جيتار البيس والطبول على ألبوم إيغي بوب 1977 (شهوة من أجل الحياة/Lust for Life).
على الرغم من أنه كان ينوي (تن ماشين/Tin Machine) أن تكون كديمقراطية، هيمن بوي، سواء في كتابة الأغاني أو في صنع القرار. كان أول ألبوم للفرقة، باسم (تن ماشين/Tin Machine) في عام 1989 كانت في البداية شعبية، على الرغم من أن كلماتها المسيسة لم تجد موافقة عالمية: وصف بوي أغنية واحدة بأنها «مبسطة، ساذجة، متطرفة، تصف عن ظهور نازيون جدد»؛ في رأي كاتب السير كريستوفر سانفورد، «أخذت جرأة أن ينكر المخدرات والفاشية والتلفزيون ... إلى أن وصلت إلى المستوى الأدبي من الكتاب الهزلي». اشتكت (إي أم أي/EMI) من «كلمات لوعظية» وكذلك «الإيقاعات المتكررة» و«الحد الأدنى أو عدم الإنتاج». ومع ذلك وصل الألبوم إلى رقم 3 في المملكة المتحدة.
كانت جولة الموسيقية العالمية الأولى لي (تن ماشين/Tin Machine) نجاحا تجارياً، ولكن كان هناك تردد متزايد بين المشجعين والنقاد على حد سواء - لقبول عرض بوي على أنه مجرد عضو في الفرقة. سلسلة من أغاني (تن ماشين/Tin Machine) فشلت بأن تكون في أي قائمة من أفضل الأغاني، وبوي، بعد خلاف مع (إي أم أي/EMI)، ترك الشركة. مثل جمهوره ونقاده، أصبح بوي نفسه غير راض على نحو متزايد عن دوره كعضو واحد فقط في الفرقة. بدأت (تن ماشين/Tin Machine) العمل على ألبوم ثاني، ولكن بوي علق المشروع ورجع إلى العمل منفرداً. قد وجد نجاحه التجاري مرة أخرى عندما غنى أغانيه المشهورة والناجحة في جولته الموسيقية (الصوت+الرؤية/Sound+Vision) التي استمرت سبعة أشهر.
في أكتوبر 1990، بعد عقد من طلاقه من أنجي، تعرف بوي على عارضة أزياء صومالية إيمان من صديق مشترك. قال بوي: «كنت أسمي الأطفال الليلة التي التقينا بها ... كانت فورية».تزوجا في عام 1992. استأنفت (تن ماشين/Tin Machine) العمل في نفس الشهر، ولكن جمهورهم والنقاد، في نهاية المطاف تركوا بخيبة أمل من الألبوم الأول، وظهروا اهتماماً قليلاً في الثانية. قد اتسم وصول ألبوم (تن ماشين 2/Tin Machine II) من قبل نطاق واسع الصراع وسوء التوقيت على غطاء الفن: بعد أن بدأ الإنتاج، شركة السجل الجديدة، (النصر/Victory)، عبروا عن تصوير أربعة تماثيل كوروي عارية قديمة، التي حكم عليها بوي أنها «رائعة الذوق»، «عرض خاطئ، وصور فاحشة»، التي تتطلب التصحيح لجعل التماثيل بلا جنسية. (تن ماشين/Tin Machine) ذهبوا على جولة موسيقية مرة أخرى، ولكن بعد ألبوم (تن ماشين مباشر: أو فاي بايبي/Tin Machine Live: Oy Vey, Baby) فشل تجارياً، وانجرفت الفرقة بعيدا، ولكن بوي، بقى على تواصل مع (غابريلز)، عندما استأنف مهنته منفرداً.

### 1998-1992: الفترة الإلكترونية
في 20 أبريل 1992، ظهر بوي في حفل ثناء فريدي ميركوري، بعد وفاته في العام السابق. بالإضافة إلى أداء أغنية «الأبطال/Heroes» و «كل الشباب الصغار/All the Young Dudes»، انضم إليه لغناء أغنية «تحت الضغط/Under Pressure» آني لينوكس، الذي أخذت جزء الصوتي لميركوري. خلال ظهوره ركع بوي وألقى الصلاة الربية في ملعب ويمبلي. بعد أربعة أيام، تزوج بوي وإيمان في سويسرا. كانوا ينويون الانتقال إلى لوس أنجلوس، حيث توجهوا للبحث عن عقار مناسب، لكنهم وجدوا أنفسهم محصورين في فندقهم، تحت حظر التجوال: بدأت أحداث شغب لوس أنجلوس 1992 في اليوم الذي وصلوا إليه. استقروا في نيويورك بدلاً من لوس أنجلوس.
في عام 1993، أصدر بوي ألبومه الأول منذ رحيله فرقة (تن ماشين/Tin Machine)، السول، موسيقى جاز وهيب هوب أثرت ألبوم (رابطة عنق سوداء ضجيج أبيض/Black Tie White Noise) . وبفضل استخدام الأدوات الإلكترونية بشكل بارز، الألبوم، الذي جمع شمل بوي مع منتج «هيا نرقص/Let's Dance» (نايل رودجرز)، أكدت عودة بوي للشعبية، ووصلت الألبوم المركز الأول في المملكة المتحدة، وأنتجت ثلاث أغاني وصلوا إلى أفضل 40 أغنية، بما في ذلك أغنية (أقفز يقولون/Jump They Say) التي وصلت إلى أفضل 10 أغاني. استكشف بوي توجهات جديدة على ألبوم (بوذا من الضواحي/ Buddha of Suburbia) في عام 1993، ظاهرياً ألبوم الموسيقى تألفت لبرنامج بي بي سي التلفزيونية من رواية حنيف قريشي. قد استخدم أغنية ألبوم العنوان فقط في البرنامج التلفزيوني، على الرغم من أن بعض مواضيعه كانت موجودة أيضا على الألبوم. أحتوت على بعض العناصر الجديدة التي قدمت في ألبوم (رابطة عنق سوداء ضجيج أبيض/Black Tie White Noise)، وأشارت أيضاً خطوة نحو روك بديل. الألبوم كان نجاحاً حرجً لكنه حصل على ترويج منخفض المستوى، ووصل فقط إلى رقم 87 في المخططات البريطانية.
لم شمل بوي مع إينو، في الألبوم الشبه الصناعي (في الخارج/Outiside) في عام 1995 كان ينظر أصلاً على أنه المجلد الأول في سرد غير خطي للفن والقتل. تضم شخصيات من قصة قصيرة كتبه بوي، حقق الألبوم نجاحاً في المملكة المتحدة والولايات المتحدة في المخططات الغنائية، وأسفرت عن ثلاثة أفضل أغاني في أفضل 40 أغاني في المملكة المتحدة. في خطوة أثارت ردود فعل مختلطة من كل من المشجعين والنقاد، اختار بوي فرقة (ناين إنش نايلز) كشريك للجولة المويسيقية (في الخارج/Outside). زيارة مدن في أوروبا وأمريكا الشمالية بين سبتمبر 1995 وفبراير 1996، شهدت الجولة عودة (غابريلز) كعازف جيتار بوي. في 7 يناير 1997، أحتفل بوي بنصف قرن مع حفلة عيد ميلاد ال 50 في ماديسون سكوير جاردن، بنيويورك، حيث انضم إليه في عزف أغانيه وأغاني ضيوفه، لو ريد، ديف غرول وفو فايترز، روبرت سميث من فرقة ذا كيور، بيلي كورغان من فرقة ذا سماشينغ بمبكين، بلاك فرانسيس من فرقة بيكسيز وفرقة سونيك يوث.
تم تكريم بوي في الصالة الفخرية للروك آند رول في 17 يناير 1996. دمج تجارب موسيقى الغابة البريطانية والطبل 'باس'، في ألبوم (الأرضيون/Earthling) عام 1997 كان نجاحاً تجارياً حرجً في المملكة المتحدة والولايات المتحدة، واثنين من أغاني الألبوم أصبحوا في المملكة المتحدة من أعلى 40 أغنية. أغنية بوي «أنا أخاف من الأميركيين/I'm Afraid of American» من فيلم بول فيرهويفن (شوجيرلس/Show Girls) وأعيد تسجيله للألبوم، وريميكسد من قبل (ترينت ريزنور). ساهم دوران الفيديو المصاحب، الذي يضم أيضا (ترينت ريزنور)، في إقامة الأغنية لمدة 16 أسبوعاً في الولايات المتحدة بيلبورد هوت 100. أخذت جولة (الأرضيوون/Earthling) في أوروبا وأمريكا الشمالية بين يونيو ونوفمبر 1997. في نوفمبر 1997، قام بوي بأداء أغنية للخيرية (الأطفال المحتاجين/Children in Need) للبي بي سي في أغنية «اليوم المثالي/Perfect Day»، والتي وصلت إلى المركز الأول في المملكة المتحدة. بوي لم الشمل مع (فيسكونتي) في عام 1998 لتسجيل «آمنة في - حياة السماء/ Safe in This-Sky Life» لفيلم (روغراتس/The Rugrats Movie). على الرغم من أن الأغنية قد تم قطعه من المقطع النهائي، فقد تم تسجيله لاحقا وتم إصداره على أنه «آمن» على الجانب من أغنية بوي في عام 2002 «الجميع يقول مرحبا/Everyone Says Hi». أدى لم الشمل إلى تعاون آخر بما في ذلك إصدار طبعة محدودة من أغنية فرقة بلاسيبو «بدونك أنا لا شيء/Without You I'm Nothing»، التي تم إنتجها مع (فيسكونتي)، مع صوت بوي المنسق التي أضيف إلى التسجيل الأصلي.

#### سندات بوي
سندات بوي، أولى مثال مبكر على سندات المشاهير، كانت سند مدعم بأصول من الإيرادات الحالية والمستقبلية من 25 ألبوما (287 أغنية) التي سجلها بوي قبل عام 1990. كانت سندات بوي رائدة من قبل استثماري روك أند رول (ديفيد بولمان). صدرت في عام 1997، تم شراء السندات بمبلغ 55 مليون دولار من قبل شركة التأمين التحوطية الأمريكية. دفعت السندات فائدة بمعدل 7.9٪ وكان متوسط عمرها عشر سنوات، معدل أعلى من مذكرة سندات الخزينة الأميركية في عشرة سنوات (التي كانت في ذلك الوقت 6.37٪). حققت عوائد من ألبومته 25 التدفق النقدي الذي دفع مدفوعات فوائد السندات. كما حصلت شركة التأمين على ضمانات من شركة تسجيل بوي، (تسجيلات إي أم أي/EMI Records)، التي وقعت مؤخراً صفقة بقيمة 30 مليون دولار مع بوي. حصل بوي على مبلغ قدره 55 مليون دولار لمصادرته من عوائد لمدة عشر سنوات. استخدم بوي هذا الدخل لشراء أغاني كام يملكها وكيله السابق. الألبومات التي تم تغطيها في هذا الاتفاق بعوا أكثر من مليون نسخة سنوياً. بحلول مارس 2004، خفضت مؤسسة موديز السندات من تصنيف A3 (سابع أعلى تصنيف) إلى Baa3، وهي درجة واحدة فوق حالة غير المرغوب فيه. قد جاء الانخفاض نتيجة لانخفاض الإيرادات أكثر من المتوقع «بسبب ضعف المبيعات للموسيقى المسجلة» وأن شركة لم تذكر اسمها تضمنت هذه المشكلة. ومع ذلك، فإن السندات تم تصفيتها في عام 2007 كما كان مقررا ً في الأصل، دون تقصير، والحقوق في الدخل من الأغاني عادت إلى بوي.

#### بوي نت
في سبتمبر 1998، أطلق بوي مزود خدمة الإنترنت، بوي نت، وكانت في نفس الوقت مع (روبرت غودال) و (رون روي). عرضت على المشتركين من خلال خدمة طلب هاتفي عل محتويات حصرية، فضلاً عن عنوان بريد الإلكتروني بوي نت والوصول إلى الإنترنت. تم إغلاق الخدمة بحلول عام 2006.

### 1999-2012: بوي الكلاسيكي الجديد
أنتج بوي الموسيقى التصويرية للعبة كمبيوتر (Omikron) في عام 1999، والذي ظهر فيه بوي وزوجته إيمان كشخصيات. صدر في العام نفسه والتي تحتوي على تسجيلات من لعبة (Omikron)، ألبومه (ساعات/Hours) التي تحتوى على اسم الفائز من «مسابقة الأغنية الألكترونية»، من منافسة على الإنترنت، أليكس غرانت. باستخدام المكثف للألات الموسيقية، كان الألبوم لحظة خروج بوي من الموسيقى الإلكتروني الثقيلة. جلسات للألبوم المخطط (لعبة/Toy)، والتي تهدف إلى إنتاج نسخ جديدة من بعض أقدم أغاني بوي بالإضافة إلى ثلاث أغاني جديدة، بدأت في عام 2000، ولكن لم يتم الإفراج عن ألبوم أبداً. بوي و (فيسكونتي) تعاونوا معاً لإنتاج ألبوم يضم أغاني جديدة وأصلية بدلاً : النتيجة للجلسات كانت ألبوم (الوثني/Heathen).
في يوم 25 يونيو عام 2000، قام بوي بظهوره الثاني في مهرجان جلاستنبري في إنجلترا، لعباً 30 عاماً بعد ظهوره الأول. وفي 27 يونيو، قام بوي بالغناء في حفلة موسيقية في مسرح راديو بي بي سي في لندن، والذي صدر ألبوم تجميع أغاني (بوي في البي بي سي/Bowie at the Beeb)، والتي تضمن أيضاً تسجيلات من البي بي سي في فترة مابين 1968 إلى 1972. ولدت إبنت بوي وإيمان يوم 15 أغسطس.
في أكتوبر 2001، افتتح بوي حفلة لمدينة نيويورك، حفل خيري لصالح ضحايا هجمات أحداث 11 سبتمبر 2001، مع أداء بسيط من أغنية (سايمون وغارفانكيل/Simon and Garfunkel) «أمريكا/America»، تليه أداء فرقة كاملة لإغنية «أبطال/Heroes». شهد عام 2002 إطلاق سراح ألبوم (الوثني/Heathen)، وخلال النصف الثاني من العام، جولة (الوثني/Heathen). مقام في أوروبا وأمريكا الشمالية، فتحت الجولة في مهرجان الانهيار السنوي في لندن، والتي عين بوي في ذلك العام مديراً فنياً. ومن بين الأعمال الذي اختارهم للمهرجان كان فيليب قلاس، فرقة (التلفزيون/Television) وفرقة (ورهليين مدهشيين/Dandy Warhols). فضلاً عن أغنيات من الألبوم الجديد، ظهرت الجولة أغاني من عصر ألبوم بوي (منخفض/Low). تلته ألبوم (الواقع/Reality) في عام 2003، والجولة العالمية التي رفقته، بحضور يقدر ب 722,000، حققت أكثر من أي جولة في عام 2004. على المسرح المسرح في أوسلو، النرويج، في 18 حزيران، تعرض بوي للإصابة في العين من مصاصة ألقاه معجبه، وبعد أسبوع كان يعاني من ألم في صدره أثناء أداءه في مهرجان الإعصار في (شيبل/Scheeßel)، ألمانيا. أعتقد في البداية أن الألم كان من عصب مقروص في كتفه، تم تشخيص الألم في وقت لاحق وأكتشف أن دوران التاجي سدت تماما، الأمر تطلبت رأب الوعاء في هامبورغ. ألغيت 14 أداء متبقية في الجولة. في ذلك العام نفسه، اهتمامه ب (بوذية) أدى إليه لدعم قضية التبت عن طريق أداء حفل لدعم (التبت هاوس) في نيويورك.
في السنوات التي أعقبت فترة تعافيه من أزمة قلبية، انخفض بوي إنتاجه الموسيقي، ظاهراً مرات على المسرح وفي الاستوديو.غنى أغنيته من عام 1971 (تغيرات/Changes) في ثنائي مع (باترفلاي بوتشر/Butterfly Boucher) لفيلم الرسوم المتحركة من عام 2004 شريك 2.
خلال عام هاديئ نسبياً في 2005، سجل أغنية (قالت إنها تتمكن - من هذا/ She Can-Do That)، الذي شارك في كتابته بي تي، للفيلم (الشبح/Stealth). عاد إلى المسرح يوم 8 سبتمبر 2005، ظهراً مع فرقة (أركيد فير/Arcade Fire) للمناسبة المتلفزة عبر الولايات المتحدة (فاشين روكس/Fashion Rocks)، أدء مع الفرقة الكندية للمرة الثانية في وقت لاحق في الأسبوع خلال ماراثون الموسيقى. ساهم بدعم غنائي لفرقة (التلفزيون على الراديوا/TV on the Radio) في الأغنية «مقاطعة/Province» لألبوم (العودة لي جبل كوكي/Return to Cookie Monutain)، صنع دعاية تجارية مع سنوب دوغ لراديو الأقمار الصناعية XM، وأنضم مع (لو ريد) لغناء في ألبوم (لاتوازن في القصر/No Balance Palace) للفرقة الدانمركية (كشمير/Kahmir) في 2005.
تم تكريم بوي جائزة غرامي لإنجاز العمر في 8 سبتمبر 2006. وفي أبريل، أعلن، «أنا أخذاً إجازة لمدة سنة، لا جولات، ولا ألبومات». ظهر كمفاجأة للضيوف في جولة ديفيد غيلمور في 29 مايو في قاعة ألبرت الملكية في لندن. تم تسجيل هذا الحدث، ومجموعة من الأغاني التي كان قد ساهم في غنائها وتم إطلاقهم في وقت لاحق. غنى مرة أخرى في نوفمبر، جنبا إلى جنب مع أليشيا كيز، في (الحفلة السوداء)، حدث فائدة في نيويورك للإبقاء طفل على قيد الحياة، أداء بمناسبة آخر مرة غنى بوي موسيقاه على المسرح.
قد تم اختيار بوي لإشراف على مهرجان الخطوط العالية في 2007، مختاراً الموسيقيين والفنانين لهذا الحدث في مانهاتن، بما في ذلك الفرقة الموسيقية الالكترونية الثنائي (الهواء/AIR)، المصور السريالي كلود كاهون والكوميدي الإنجليزي ريكي جيرفيه. غنى بوي في عام 2008 على ألبوم سكارليت جوهانسون المغطية لأغاني توم وايتس في (في أي مكان أضع رئسي/Anywhere I lay my Head). في الذكرى السنوية ال40 لعام 1969 لي برنامج أبولو واختراق بوي التجاري المصاحب «غرائب الفضاء» -EMI أفرجت عن السجلات الفردية من التسجيل الأصلي، في مسابقة 2009 لأفراد لخلق ريميكس. ألبوم (جولة الواقع/Reality Tour)، المزدوج من أغاني حية من الجولة الغنائية في 2003، صدر في يناير 2010.
في أواخر مارس 2011، تم تسريب ألبوم (لعبة/Toy)، ألبوم بوي التي لم يتم الإفراج عنها سابقا من عام 2001، على شبكة الإنترنت، تحتوي على أغاني أتستخدمت في ألبوم (الوثني/Heathen) ، فضلاً عن إصدارات جديدة لم يسمع به في وقت مبكر.

### 2016-2013: السنوات الأخيرة
في 8 من يناير 2013 (عيد ميلاده السادس والستين)، أعلن موقعه على الإنترنت عن ألبوم جديد، بعنوان (اليوم التالي/The Next Day) وتم إصداره في 8 من مارس لأستراليا، و 12 مارس للولايات المتحدة، و 11 مارس لبقية العالم. أول ألبوم لبوي في عقد، ويحتوي ألبوم (اليوم التالي/The Next Day) على 14 أغنية بالإضافة إلى 3 أغاني كمكافأة. واعترفت موقعه على الإنترنت بفترة توقفه. قال منتج المسجل (توني فيسكونتي) أن 29 أغنية تم تسجيله للألبوم، وبعضها يمكن أن تظهر على ألبوم بوي القادم، الذي قد يبدأ العمل فيها في وقت لاحق في عام 2013. وقد رافق الإعلان عن الإفراج الفوري عن أغنية، «أين نحن الآن ؟/Where Are We Now ؟»، كتبه وسجله بوي في نيويورك وأنتجه فيسكونتي معاونه لفترة طويلة.
فيديو للأغنية «أين نحن الآن؟/Where Are We Now؟» تم إصداره على فيميو في نفس اليوم، وقد تم إخراجه من قبل فنان من نيويورك توني أورسلر. تصدرت الأغنية على مخطط آي تيونز في المملكة المتحدة في غضون ساعات من إطلاقها، وظهرت لأول مرة في يو كاي سنغلس تشارتس إلى رقم 6، أول أغنية له تدخل العشرة الأوائل لعقدين (منذ «أقفز يقولون/Jump They Say» في 1993). وأطلق فيديو ثاني بعنوان «النجوم خارجة الليلة/The Stars Are Out Tonight» في 25 فبراير. وقد أخرجت الفيديوا من قبل (فلوريا سيجيسموندي)، شملت الفيديوا بوي وتيلدا سوينتون كزوجين. في 1 مارس، أصبح الألبوم متاحاً للتيار مجاناً من خلال آي تيونز. (اليوم التالي/The Next Day) وصلت لأول مرة إلى رقم 1 على ألبوم اللائحة الأسبوعية للألبومات الأعلى مبيعا في المملكة المتحدة، وكانت ألبومه الأول لتحقق هذا المنصب منذ (رابطة عنق سوداء ضجيج أبيض/Black Tie White Noise) في عام 1993، وكان الألبوم الأسرع مبيعاً لعام 2013 في ذلك الوقت. خلق فيديو الموسيقي لأغنية «اليوم التالي/The Next Day» بعض الجدل، وأزيل في البداية من يوتيوب لانتهاك شروط الخدمة، ثم استعاد مع تحذير يوصي بعرض فقط من قبل هؤلاء فوق عمر 18 أو أكثر.
وفقا لصحيفة ذي تايمز، استبعد بوي إعطاء مقابلة مرة أخرى أبداً. وقد نظم متحف فكتوريا وألبرت في لندن معرضاً لتحف بوي، يدعى «ديفيد باوي هو/David Bowie Is»، وأظهرت هناك في عام 2013. زار المعرض في لندن 311,956 شخصاً، مما يجعلها واحدة من أنجح المعارض التي نظمته المتحف. في وقت لاحق من ذلك العام بدأ المعرض جولة عالمية، بادءاً من معرض الفن في أونتاريو، بما في ذلك توقف في شيكاغو، باريس، ملبورن وخرونينغن. وظهر بوي في أغنية فرقة (أركيد فير) «ريفلكتور/Reflektor». من استطلاع للرأي أجرته مجلة تاريخ بي بي سي في أكتوبر 2013 مسمياً بوي كأفضل مرتدي ملابس بريطاني في التاريخ.
في (جوائز بريت 2014) في 19 فبراير، أصبح بوي أقدم متلقي جوائز بريت في تاريخ الحفل عندما فاز بجائزة أفضل مغني ذكر بريطاني، والتي تم جمعها نيابة عنه من قبل كيت موس. وقال في خطابه: «أنا مسرور تماماً أن أكون أفضل مغني بريطاني ذكر - ولكن أنا شكور، أليس ذلك كيت؟ نعم، وأعتقد أنه وسيلة رائعة لإنهاء اليوم، شكرا جزيلا جداً وأسكتلندا أبقي معنا». أشار بوي إلى استفتاء استقلال اسكتلندا 2014 والتي حصل على رد فعل كبير في جميع أنحاء المملكة المتحدة على وسائل الاعلام الاجتماعية. في 18 يوليو، أشار بوي إلى أن الموسيقى في المستقبل ستكون قريبة، على الرغم من أنه كان غامضا حول التفاصيل.
تم إصدار معلومات جديدة في سبتمبر 2014 بشأن ألبومه التجميعي التالي، يإسم (لم يتغير شيء/Nothing Has Changed)، الذي صدر في نوفمبر. ظهر في الألبوم أغاني نادرة ومواد قديمة من كتالوجاته بالإضافة إلى أغنية جديدة بعنوان «سو -أو في موسم الجريمة/Sue- Or in a Season of Crime». في مايو 2015، تم الإعلان أن أغنية «هيا نرقص/Let's Dance» سوف يعاد إصداره على سجل فينل صفراء في 16 يوليو 2015 بالتزامن مع معرض «ديفيد بوي هو» في المركز الأسترالي للصورة المتحركة في ملبورن، أستراليا.
في أغسطس 2015، تم الإعلان عن أن بوي يكتب الأغاني لمسرح موسيقي على أساس سلسلة الرسوم المتحركة سبونج بوب سكوير بانتس. بوي كتب وسجل أغنية الافتتاح للمسلسل التلفزيوني (ذي لاست بانثرز)، الذي بث في نوفمبر 2015. وكانت الموضوع الأخير في المسلسل، أيضا عنوان الألبوم الذي أطلقه بوي في يناير 2016 (نجم أسود/Blackstar) الذي يقال أنه يأخذ التأثير من عمل سابق في المسلسل. وفقا لصحيفة التايمز: «ألبوم النجم الأسود قد يكون العمل الأغرب من بوي». في 7 ديسمبر 2015، المسرح الموسيقي لبوي (لازيرس/Lazarus) عرضت لأول مرة في نيويورك. وكانت ظهوره الأخير في ليلة الافتتاح للإنتاج.
تم إصدار (النجم الأسود/Blackstar) في 8 يناير 2016، في عيد ميلاد بوي ال 69، وقد لقيت إشادة من النقاد. بعد وفاته في 10 يناير، كشف المنتج (توني فيسكونتي) أن بوي كان يخطط للألبوم أن تكون أغنية البجعة، و«هدية فراق» لمشجعيه قبل وفاته. أشار العديد من الصحفيين والنقاد في وقت لاحق إلى أن معظم كلمات الألبوم يبدو أنها تدور حول وفاته الوشيك، مع سي إن إن تشير إلى أن الألبوم «تكشف عن رجل يبدو أنه يتصارع مع وفاته». وقال (فيسكونتي) في وقت لاحق أن بوي كان يخطط لألبوم ما بعد (النجم الأسود/Blackstar)، كتب وسجل نسخ تجريبية من خمس أغاني في أسابيعه الأخيرة، مما يوحي بأن بوي اعتقد أنه ما زال لديه بضعة أشهر. في اليوم الذي يلي وفاته، العروض على الإنترنت من أغاني بوي ارتفعت، وكسرت الرقم القياسي لي فيفو الأكثر مشاهدة لفنان في يوم واحد. في 15 يناير، ظهرت (النجم الأسود/Blackstar) في المركز الأول على ألبومات المملكة المتحدة، وكانت تسعة عشر من ألبوماته في قائمة أفضل 100 ألبوم في المملكة المتحدة، وكان ثلاثة عشر أغنية في قائمة أفضل 100 أغنية في المملكة المتحدة. (النجم الأسود/Blackstar) وصلت أيضا لأول مرة إلى المركز الأول على مخطط الألبومات في جميع أنحاء العالم، بما في ذلك أستراليا، فرنسا، ألمانيا، إيطاليا، نيوزيلندا والولايات المتحدة بيلبورد 200. في جوائز الجرامي السنوية ال 59، فاز بوي بالجوائز الخمسة المرشحة: أفضل أداء روك. أفضل ألبومات الموسيقى البديلة. أفضل ألبوم هندسي، غير كلاسيكي؛ أفضل حزمة تسجيلة؛ وأفضل أغنية روك. وكانت الانتصارات التي سجلها بوي الأولى على الإطلاق في الفئات الموسيقية.
اعتباراً من 11 يناير 2016، زار أكثر من 1.3 مليون شخص معرض «ديفيد باوي هو»، مما يجعله المعرض الأكثر نجاحا على الإطلاق من قبل متحف فيكتوريا وألبرت من حيث الحضور في جميع أنحاء العالم. وذكر المتحف أن المعرض سيواصل الجولات، مع تأكيد السفر إلى اليابان في عام 2017.
تم إصدار أغنية، (لا خطة/No Plan)، في 8 يناير 2017، والذي كان من شأنه أن يكون عيد ميلاد بوي السبعين. يتضمن EP ثلاثة أغاني سجلها بوي خلال جلسات (النجم الأسود/Blackstar)، ولكن لم تضف إلى الألبوم ثم ظهرت لاحقا في ألبوم الموسيقى التصويرية لموسيقى (لازورس/Lazarus) في أكتوبر 2016. كما صدر معه فيديو موسيقي لمسار العنوان.

## مهنته التمثيلية
بدايات تمثيل بوي الوظيفي سبقت نجاحه التجاري كموسيقي. دراسة المسرح الطلعي والتمثيل الصامت تحت ليندساي كيمب، أعطي له دور الغيمة في مسرحية كيمب في عام 1967في إنتاج (بييرو في التركواز/ Pierrot in Turquoise) - في عام 1970 أحرزت أن تكون فيلم تلفزيوني باسم يبحث عن جرائم القتل. في الفيلم القصير الأسود والأبيض (الصورة/The Image) في عام 1969، لعب صبياً شبحاً ينبثق من لوحة الفنان المضطرب ليطارده. في العام نفسه، في فيلم (ليزلي توماس) عام 1966 الموسيقي «الجنود العذارى/The Virgin Soldiers»، رأت بوي مظهراً على أنه ممثل إضافي في الفيلم. في عام 1976 حصل على شهرة لأول فيلم له بدور كبير، في فيلم (الرجل الذي سقط إلى الأرض/The Man who Fell to Earth) من إخراج نيكولاس رويغ، لاعباً دور توماس جيروم نيوتن، أجنبي من كوكب يموت. في فيلم (فقط جيجولو/Just a Giglo) عام 1979، من إنتاج بريطاني-ألماني مشترك من إخراج (ديفيد همنجز)، رأت بوي في الدور القيادي كضابط بروسي بول فون برزيغودسكي، الذي عاد من الحرب العالمية الأولى، ويكتشف البارونة (مارلينه ديتريش) ووضعت في جيجولو مستقرة.
لعب بوي جوزيف ميريك في إنتاج مسرح برودواي (الرجل الفيلي/The Elephant Man)، الذي قام به بدون مكياج، والتي حصلت على الثناء لأدائه التعبيري. لعب الجزء 157 مرة بين 1980 و 1981. (كريستيان - نحن أطفال من حديقة حيوان باهنهوف/ Christiane F. - We Children from Bahnhof Zoo)، فيلم سيرة ذاتية من عام 1981 يركز على فتاة صغيرة مدمنة على المخدرات في برلين الغربية، وظهر بوي في لمدة فترة في الفيلم كنفسه في حفلة موسيقية في ألمانيا. ألبومه الفيلم، «كريستيان إف./Christiane F.» الذي ظهر في عام 1981، ظهرت فيه أغاني كثيرة من ألبوماته الثلاثية في برلين. تألق بوي في فيلم (الجوع/The Hunger) في عام 1983، مع كاترين دينوف وسوزان سارندون. في فيلم (ناجيسا أوشيما) في العام نفسه، عيد ميلاد مجيد سيد لورانس، استنادا إلى رواية (لورنس فان دير بوست) «البذور والحامض/The Seed and the Sour»، لعب بوي الرائد جاك سيليرز، أسير حرب في معسكر اعتقال ياباني. كان لبوي ظهور صغير في فيلم (اللحية الصفراء /Yellowbeard)، كوميديا عام 1983 التي تم إنشاؤها من قبل أعضاء مونتي بايثون، وجزء صغير في فيلم (في الليل/Into the Night) في عام 1985 ككولن، قاتل مأجور. ورفض أن يمثل الشرير ماكس زورين في فيلم جيمس بوند (نظرة إلى قتل/A View to a Kill) في عام 1985.
فيلم (المبتدئين المطلقيين/Absolute Beginners) هو فيلم موسيقى روك متكييفة من كتاب كولين ماكينس الذي يحمل نفس الاسم عن الحياة في أواخر الخمسينات في لندن، ظهرت الموسيقى بوي وقدموا لهُ دور تمثيلي صغير. في العام نفسه، وجد بوي نفسه في فيلم خيالي مظلم من قبل جيم هانسون (المتاهة/Labyrinth) بدور جاريث، ملك العفاريت. بعد ذلك بعامين، لعب بيلاطس البنطي في فيلم مارتن سكورسيزي عام 1988 «الإغراء الأخير للسيد المسيح». قام بوي بتمثيل موظف مطعم متخلف أمام روزانا أركيت في فيلم باسم (حادث لينغويني/The Linguini Incident) في عام 1991، وعامل غامض من مكتب التحقيقات الفيدرالي فيليب جيفريز في كتاب ديفيد لينش (قمم التوأم: النيران تلاحقني/Twin Peaks: Fire Walk with Me) في عام 1992. وقد لعب دورا صغيراً ولكن محوري ممثلاً آندي وارهول في فيلم (باسكيات/Basquiat)، من الفنان/المخرج جوليان شنابل في عام 1996 عن جان ميشال باسكيات، وشارك مع جيوفاني فيرونيسي في فيلن (سباغيتي الغربية II ميو الغرب/Spaghetti Western II Mio West) في عام 1998، الذي صدر في الولايات المتحدة باسم انتقام المدفعي في عام 2005 كأكثر مقاتلي الأسلحة يخشون في المنطقة. لعب رجل عصابة كبير باسم بيرني في فيلم أندرو غوث (الكل يحب الشمس/Everybody Loves Sunshine) في عام 1999، وظهر في سلسلة الرعب التلفزيونية (الجوع/The Hunger). في فيلم (سر السيد رايس/Mr. Rice's Secret) في عام 2000، لعب الدور كجرل مريض وجاراً لبنت بعمر 12 عاماً، وظهر في العام التالي كنفسه في فيلم زولاندر.
مثل بوي الفيزيائي نيكولا تسلا في فيلم ليكريستفور نولان (العظمة/The Prestige) في عام 2006، الذي كان حول التنافس المرير بين إثنين من السحرة في أواخر القرن التسعينات. في نفس العام، مثل بصوته في فيلم الرسوم المتحرك (آرثر والغير مرئيين/Arthur and the Invisibles) كالشرير مالطازارد القوي وظهر كنفسه في حلقة من سلسلة التلفزيون ريكي جيرفيه (الإضافات/Extras). في عام 2007، قدم صوته إلى شخصية السمو الملكي في فيلم التلفزيوني (سبونجبوب أطلانطس سكوير بانتس/Spongebob Atlantis Squarepants). في الفيلم (أغسطس/August) عام 2008، من إخراج أوستن تشيك، لعب دوراً مسانداً كأوجيلفي، جنبا إلى جنب مع جوش هارتنت وريب تورن، الذي خدم معه في فيلم عام 1976 (الرجل الذي سقط إلى الأرض/The Man who Fell to Earth).

## موسيقته
من وقت تسجيلاته الأولى في السيتينات، بوي عمل بمجموعة واسعة من الأساليب الموسيقية. تأثرت أعماله وأداءه في وقت مبكر من قبل مغنيين روك مثل ليتل ريتشارد وإلفيس بريسلي، وكذلك العالم الأوسع من الأعمال التجارية. وسعى خصوصًا لمحاكاة المغني، كاتب الاغاني والموسيقي البريطاني انثوني نيولي، الذي أسلوبه الصوتي تبناه في كثير من الأحيان، وإستخدمه بشكل بارز في ألبومه الأول في عام 1967، (ديفيد بوي/David Bowie) لاشمئزاز نيولي نفسه، الذي دمر نسخة من الألبوم الذي بعته بوي له). استمر افتنان بوي بالقاعة الموسيقية الذي ظهر بشكل متقطع جنبا إلى جنب مع أنماط متنوعة مثل الروك الثقيلة، الروح، الفولك والبوب.
يلاحظ عالم الموسيقى جيمس بيرون استخدام بوي لمفاتيح الموسيقى لتكرار مختلف من نفس اللحن، وهو ما يمثله في اختراقه التجاري، «غرائب الفضاء/Space Oddity»، وبعد ذلك في أغنية «الأبطال/Heroes»، إلى تأثير دراماتيكي. ويلاحظ بيرون أنه «في الجزء الأدنى من سجله الصوتي ... صوته لديه ثراء يشبه كرونر تقريبا».
يصف مدرب الصوت جو تومسون تقنية اهتزاز بوي الصوتية بأنها «متعمدة ومميزة خصوصًا». شاشيندر وشوارتز يدعوه «مناشد قدرة فنية غير عادية، وقادر على انحراف غناءه لتأثير معين». هنا أيضاً، كما هو الحال في أداءه وكتابة أغانيه، دور المغني يلعب دورا واضحاً: يقول المؤرخ مايكل كامبل أن كلمات بوي «توقف أذننا بدون أي شك. ولكن بوي يتحول باستمرار من شخص لآخر عندمت يسلمهم ... يتغير صوته كثيرًا من قسم إلى آخر». في تحليل عام 2014 ل 77 «أفضل مغنين»، كان بوي في المركز الثامن، خلف كريستينا أغيليرا وقبل بول مكارتني مباشرة. بالإضافة إلى الإيتار، لعب بوي أيضاً لوحات المفاتيح، هارمونيكا، ساكسفون، ستيلوفون، كمان متوسط، التشيلو، كوتو، كاليمبا الطبول والقرع.

## رسام وجامع اللوحات الفنية
كان بوي رسام أيضاً. واحدة من لوحاته تم بيعها في المزاد العلني في أواخر عام 1990 مقابل 500 دولار، وغطاء ألبومه (في الخارج/Outside) عام 1995 هي صورة مقربة منه (وهي سلسلة من خمسة) رسمها في نفس العام. دعي بوي للانضمام إلى هيئة تحرير مجلة الرسامين الحديث في عام 1998، وشارك في خدعة فن (نات تيت/Nat Tate) في وقت لاحق من ذلك العام. في عام 1998، في مقابلة مع مايكل كيملمان لصحيفة نيويورك تايمز، قال: «الفن، على محمل الجد، الشيء الوحيد الذي أردت أن أملكه». في وقت لاحق من عام 1999، في مقابلة مع هيئة الإذاعة البريطانية «الشيء الوحيد الذي أشتريه بشكل هاجس ومدمن هو الفن». المجموعة الفنية التي يمتلكها تضمنت أعمال داميان هيرست، فرانك أويرباخ، هنري مور وجان ميشال باسكيات وأخرين، كانت قيمتها أكثر من 10 ملايين جنيه استرليني في منتصف عام 2016.
بعد وفاته قررت عائلته بيع معظم المجموعة لأنهم «لم يكن لديهم مساحة» لتخزينها. في 10 و 11 نوفمبر، أقيمت ثلاث مزادات في سوذبيز في لندن، أول مرة مع 47 قطعة والثانية مع 208 لوحات فنية، رسومات ومنحوتات، وثالث مرة مع 100 قطعة تصميم. شكلت البنود المعروضة للبيع حوالي 65 في المائة من المجموعة. وقد اجتذب معرض الأعمال في المزاد 51,470 زائراً، وحضر المزاد نفسه 1,750 من مقدمي العروض، مع أكثر من الف عرض. بلغ مجموع مبيعات المزادات 32.9 مليون جنيه استرليني (41.5 مليون دولار أمريكي)، في حين أن البند الأكثر مبيعاً هو الرسم المستوحى من كتابات جان ميشال باسكيات التي تحمل اسم (طاقة الهواء)، والتي باعت بمقدار 7.09 مليون جنيه استرليني.

## حياته الشخصية

### العائلة
تزوج بوي ماري أنيجلا بارنت في 19 مارس 1970 في مكتب تسجيل بروملي في لندن. ابنهم دنكان جونز، ولد في 30 مايو 1971، وكان يعرف في البداية باسم زوي. انفصل بوي وأنجيلا في 8 فبراير 1980 في سويسرا.
في 24 أبريل 1992، تزوج بوي إيمان عارضة أزياء صومالية أمريكية في حفل خاص في لوزان. وقد تم تنظيم حفل الزفاف في 6 من يونيو في فلورنسا. كان لديهم ابنة واحدة، ألكسندرية «ليكسي» زاهرا جونز، ولدت في أغسطس 2000. كانوا مقيميين في الأول في مدينة نيويورك ولندن، فضلا عن امتلاك شقة في خليج إليزابيث في سيدني. و «بريطانيا باي هاوس» في جزيرة موستيك، التي سميت الآن مقاطعة ماندالاي.
حفيد بوي من ابنه دنكان ولد في 10 يوليو 2016، بالضبط بعد ستة أشهر من وفاة بوي.

### جنسانية
أعلن بوي نفسه مثلي الجنس في مقابلة مع مايكل واتس لإصدار عام 1972 من مجلة ميلودي ميكر، بالتزامن مع حملته من أجل النجومية كشخصية زيجي ستاردست. وفقاً لبكلي، «إذا زيجي حير بين كل من خالقه وجمهوره، فإن جزءا كبيرا من هذا الارتباك تركز على موضوع حياته الجنسية». في مقابلة مع بلاي بوي في سبتمبر 1976، قال بوي: «هذا صحيح - أنا ثنائي الجنس، لكنني لا أستطيع أن أنكر أنني استخدمت هذه الحقيقة بشكل جيد جداً، أعتقد أنه أفضل شيء حدث لي». وفقا لزوجته الأولى، أنجيلا، كان لدى بوي علاقة مع ميك جاغر.
في مقابلة أجريت عام 1983 مع رولينج ستون، قال بوي أن إعلانه العام عن ثنائية الجنس كان «أكبر خطأ ارتكبته على الإطلاق» و «كنت دائما متباين الجنس». وفي مناسبات أخرى، قال إن اهتمامه بالثقافة المثلية وثنائيي الجنس كان أكثر نتجاً للأوقات والوضع الذي وجد فيه نفسه من فضل عن مشاعره الخاص.
سئلوا مجلة بلندر من بوى في عام 2002 ما إذا كان يعتقد ان إعلانه العام هو أكبر خطأ له. وبعد انتظار طويل، قال: «لا أعتقد أنه كان خطأ في أوروبا، لكنه كان أصعب بكثير في أمريكا. ولم يكن لدي أي مشكلة مع ناس يعرفون أنني كنت ثنائي الجنس. ولكن لم يكن لدي أي ميل لعقد أي لافتات ولا أكون ممثلاً لأي مجموعة من الناس». قال بوي إنه يريد أن يكون كاتب أغاني وفنان بدلاً من عنوان لثنائيته، وفي أمريكا «التطهرية»، «أعتقد أنها وقفت في طريق الكثير من الأشياء الذي أردت القيام به».
كتب بكلي أن بوي «استحوذ على المؤامرة الجنسية وعلى قدرتها على الصدمة»، وربما «لم يكن مثلي الجنس أبداً، ولا حتى ثنائي الجنس بنشاط»، بدلاً من ذلك كانت فترة تجريب «من الإحساس بالفضول والولاء الحقيقي مع» الانتهاك"". كاتب السيرة الذاتية كريستوفر سانفورد قال، وفقا لماري فينيغان - الذي كانت لها علاقة مع بوي في عام 1969 - المغني وزوجته الأولى انجي «خلقوا خيالهم الثنائي الجنس». كتب سانفورد أن بوي «صنع صنم إيجابي من تكرار هزوة أنه كان وزوجته قد اجتمع في حين كانوا ينكحوا في نفس الرجل.....جنس مثلي الجنس كان دائما شيئاً مضحكً له .ذوق بوي الفعلي تأرجح في الطريق الآخر بشكل واضح من الحصيلة الجزئية من علاقاته مع النساء». كتب مارك إيستون في البي بي سي في عام 2016 أن بريطانيا «أكثر تسامحا بكثير من الاختلاف» وأن حقوق المثليين، مثل زواج المثليين والمساواة بين الجنسين لن يكون «يتمتعون بالدعم الواسع الذي يقومون به اليوم دون تحدي باوي الطائفي طوال تلك السنوات في الماضي».

### الروحانية والدين
على مر السنين، أدلى بوي مراجعات عديدة على الأديان وروحانيته المتطورة. ابتداءً من عام 1967، أبدى اهتماماً بالبوذية؛ بعد بضعة أشهر من الدراسة في بيت التبت في لندن، قال له لاما «أنت لا تريد أن تكون بوذي ... يجب عليك أن تتبع الموسيقى». بحلول عام 1975 اعترف بوي: «شعرت تماما، على الإطلاق وحيداً، وربما كنت وحيداً لأنني كثيراً قد تخليت عن الله».
بعد أن تزوج بوي من إيمان في حفل خاص في عام 1992، قال إنهم عرفوا أن "زواجهم الحقيقي، المتقبل من الله، يجب أن يحدث في كنيسة في فلورنسا". في وقت سابق من ذلك العام، ركع على المسرح في حفل جزية فريدي ميركوري وتلا الصلاة الربية أمام جمهور تلفزيوني التي وصلت إلى مليار شخص. في عام 1993، قال بوي أنه كان لديه اعتقاد "لا ينكر" و "لا جدال فيه" في وجود الله. وقال بوي في مقابلة أجريت معه في عام 2005 إن ما إذا كان الله موجودا "ليس سؤالاً يمكن الإجابة عليه ... أنا لست ملحداً جدا ويقلقني هذا، فهناك القليل الذي أتمسك به :" حسنا، كدت أن أصل، أعطني بضعة أشهر ... لقد حصلت عليه تقريباً". وفي وصيته، اشترط بوي أن تحترق جسمه ورماده تنتشر في بالي "وفقا للطقوس البوذية".
"حب إستفهام حياتي الروحية كانت دائما ذات وثيق صلة" عند كتاب بوي لأغانيه. أغنية "محطة إلى محطة/Stations to Stations" هو "متعلق جداً مع درب الصليب" الأغنية تشير على وجه التحديد الكابالا المسيحية. دعا باوي الألبوم "مظلمة للغاية ... إنها أقرب ألبوم كتبته لمقالة سحر كي" ألبوم (الأرضيون/Earthling) أظهرت "الحاجة الملحة لي للتأرجح بين إلحاد أو نوع من الغنوصية...ما أحتاج إليه هو إيجاد التوازن، روحياً، مع طريقة عيشي وزوالي. أطلق سراحه قبل وفاته بقليل، "لازورس/Lazarus" من ألبومه الأخير، (النجم الأسود/Blackstar)، التي بدأت بعبارة: "ابحث هنا، أنا في الجنة".

### السياسة
في عام 1976، متحدثاً باسم الدوق الأبيض الرفيع، شخصية بوي في ذلك الوقت، أدلى ببيانات التي أعربت عن دعم الفاشية واعجاباً بأدولف هتلر في مقابلات مع بلاي بوي، (ن م إي/NME)و منشور سويدي. نقل عن بوي قوله: «بريطانيا مستعدة لزعيم فاشي ... أعتقد أن بريطانيا يمكن أن تستفيد من زعيم فاشي. فالفاشية هي في الواقع القومية حقاً ... وأعتقد بقوة في الفاشية، وقد استجاب الناس دائما مع أكبر الكفاءة تحت قيادة منضبطة». ونقل أيضاً عن قوله: «كان أدولف هتلر واحدا من أول نجوم الروك» و «يجب أن تكون لديك يمين متطرف أن تخرج وتمسح كل شيء من قدميه وترتب كل شيء». تراجع بوي في وقت لاحق عن هذه التعليقات في مقابلة مع مجلة صانع الميلودي في أكتوبر 1977، ملقياً اللوم على قلة الإستقرار العقلي الناجم عن مشاكله بالمخدرات في ذلك الوقت، قائلا: «كنت خارج ذهني، تماماً، مجنون تماماً».
في الثمانينيات والتسعينيات، تحولت بيانات بوي العامة بشكل حاد نحو مناهضة العنصرية ومعاداة الفاشية. في مقابلة مع قناة إم تي في في عام 1983، انتقد بوي القناة لعدم توفير تغطية كافية للموسيقيين السود، وأشرطة الفيديو الموسيقية لأغاني «الفتاة الصينية/China Girl» و «هيا نرقص/Let's Dance» وصفها بوي بأنه «بسيطة جداً، مباشرة جداً ضد العنصرية». أخذت ألبوم (تن ماشين/Tin Machine) موقفاً مباشراً ضد الفاشية والنازية الجديدة، وانتقدت بسبب كونها وعظية.
في عام 2016 قال المخرج والناشط مايكل مور أنه كان يريد استخدام أغنية بوي «الذعر في ديترويت/Panic in Detroit» لوثائقيته في عام 1998 (الكبير/The Big One)؛ قد نفي في البداية، ولكن قد أعطي الحقوق بعد اتصال بوي شخصياً. «لقد قرأت أشياء كثيرة منذ وفاته قائلين انه لم يكن سياسيا وبقي بعيدا عن السياسة. ولكن هذه لم حقيقة من المحادثة التي أجريته معه».

## وفاته
في 10 يناير 2016، بعد يومين من عيد ميلاده ال 69 والإفراج عن ألبوم (النجم الأسود/Blackstar)، توفي بوي من سرطان الكبد في شقته في مدينة نيويورك. كان قد تم تشخيصه قبل 18 شهراً ولكنه لم يعلن مرضه إلى العامة. وأوضح مدير المسرح البلجيكي ايفو فان هوف، الذي كان يعمل مع المغني في فيلمه «لازورس/Lazarus»، أن بوي لم يتمكن من حضور البروفات بسبب تقدم المرض. واشار إلى ان بوى ظل يعمل خلال المرض.
كتب توني فيسكونتي منتج بوي:
كان دائما يفعل ما يريد القيام به. وأراد أن يفعل ذلك بطريقته إانه يريد ان يفعل ذلك على أفضل وجه. وفاته لم تكن مختلفة عن حياته - عمل فني. جعل النجم الأسود لنا، هدية فراق. كنت أعرف لمدة عام هذه هي الطريقة. لكنني لم أكن مستعداً لها. كان رجل غير عادي، مليئ بالحب والحياة. انه سيكون دائماً معنا. في الوقت الراهن، فمن المناسب أن تبكي.
بعد وفاة بوي، تجمع مشجعينه في أضرحة الشوارع المرتجلة. صورة بوي الزيتية في مسقط رأسه في بريكستون، جنوب لندن، والتي تظهره في شخصية ألادن سين، وضع المشجعين زهور وغنوا أغانيه. ومن بين المواقع التذكارية الأخرى برلين، لوس أنجلوس وخارج شقته في نيويورك. بعد خبر وفاته، ارتفعت مبيعات ألبوماته وأغانيه. أصر بوي أنه لا يريد جنازة، ووفقا لوصيته تم إحراقه في نيو جيرسي في 12 يناير.

## ميراثه وتأثيره
جلبت أغاني بوي وحرفته المسرحية بعداً جديداً للموسيقى الشعبية في أوائل السبيعينات، متأثرة بقوة على أشكالها المباشرة وتطور الموسيقى الشعبية في وقن لاحق. بوي كان رائداً في موسيقة غلام روك، وفقاً لمؤرخين الموسيقى شنيدر وشوارتز، فضلوا مارك بولان وديفيد بوي مع خلق هذا النوع من الموسيقى. وفي الوقت نفسه، ألهم بوي مبتكرين حركة موسيقى بانك روك. عندما موسيقيون البانك روك «أستعادوا بشكل خاصب أغاني البوب لمدة ثلاث دقائق في عرض تحدي عام»، كتب السيرة الذاتي ديفيد باكلي أن «بوي تخل تقريبا عن أجهزة الروك التقليدية». أستخدمت شركة إسطوانة ديفيد بوي شعار «هناك موجة الموسيقى القديمة، وهناك الموجة جديدة، وهناك ديفيد بوي». قد اعترف عالم الموسيقى جيمس بيرون بأنه «جلب ثقافة رفيعة إلى موسيقى الروك»، وقد اعترفت المراجعات النقدية في كثير من الأحيان بالعمق الفكري لعمله وتأثيره. لاحظ مارتن وير مؤسس فرقة (هيومن ليج/Human League) على عمق فنه المنتشر وبأنه عاش حياته «كما لو كان تركيباً فنياً».
كما وصف جون بيل، «كانت السمة المميزة الوحيدة في بداية سبعينات- روك التقدمية -هي أنها لم تتقدم. قبل أن أتى بوي، لم يكن الناس يريدون الكثير من التغيير». ودعا باكلي العصر «متضخمة، ذات أهمية، مرتدية الجلود، وكانت من الارتياح الذاتي». ثم بوي «خرب الفكرة الكاملة عن نجم الروك».
بعد بوي لم يكن هناك أي رمز بوب أخر يحل مكانته، لأن عالم البوب التي تنتج آلهة الروك غير موجودة .... كانت الحزبية الشرسة من عبادة بوي أيضاً فريدة من نوعها - واستمر تأثيرها لفترة أطول وكان أكثر إبداعاً من ربما تقريبا أي قوة أخرى داخل فندوم البوب.
باكلي دعا بوي «كنجم وأيقونة. مجموعة عمله الواسع الذي أنتجه ...... ربما صنعت أكبرعبادة في الثقافة الشعبية ... وكان نفوذه فريدة من نوعها في الثقافة الشعبية - وقد تغلغل وتغيير حياة الناس أكثر من أي شخصية مماثلة».
من خلال التجديد المستمر، توسعت نفوذه وامتدت. كاتب السيرة الذاتية توماس فورجيت أضاف: «لأنه نجح في العديد من أساليب الموسيقى، يكاد يكون من المستحيل العثور على فنان شعبي اليوم لم يتأثر بديفيد بوي». في عام 2000، صوت بوي من قبل نجوم الموسيقى«كالفنان الأكثر تأثيراً في كل العصور» في استطلاع أجرته ن م إيه. كتب اليكسيس بيتريديس من صحيفة الغارديان أن بوي أكد بحلول عام 1980 ليكون «الفنان الأكثر أهمية وتأثيرا منذ البيتلز». وقال نيل ماكورميك من صحيفة ديلي تلغراف ان بوي كان لديه «أحد من أهم المهن العليا في الموسيقى الشعبية، الفن والثقافة في القرن العشرين» و «كان مبتكراً كثيراً، وزئبقي جداً، غريب جداً للجميع ولكن ليس لمشجعيه المخلصيين لمواكبة لإبقاء التواصل مع عمله». وقال مارك ايستون من قناة البي بي سي ان بوي وفر الوقود «للقوة الإبداعية التي أصبحت بريطانيا» من خلال تحدي الاجيال القادمة «لتحقيق هدف مرتفع، بأن نكون لدينا طموحات ومستفزيين، ولتحمل المخاطر». وخلص إيستون إلى أن بوي «غير الطريقة التي يرى بها العالم بريطانيا. والطريقة التي تنظر بها بريطانيا لنفسها». كتبت آني زاليسكي من مجلة «ألترناتيف بريس» : «كل فرقة أو فنان منفرد قرر أن ينهي كتاب اللعب الخاص به ويبدأ مرة أخرى لديه دين لبوي».
العديد من الشخصيات من قطاع الموسيقى الذين تأثروا بأعمال بوي في حياتهم دفعوا له التحيات بعد وفاته؛ التمديحات على موقع التويتر (التويتات وصلوا إلى 20,000 في دقيقة بعد ساعة من إعلان وفاته) كان هناك أيضاً تحيات من خارج قطاع الترفيه والثقافة الشعبية، مثل تلك من الفاتيكان، وبالتحديد الكاردينال جيانفرانكو رافاسي، الذي نقل عن «غرائب الفضاء»، والوزارة الخارجية، التي شكرت بوي على دوره في إسقاط جدار برلين وأشاروا إلي أغنية «الأبطال».
في 7 يناير 2017، بثت هيئة الإذاعة البريطانية فيلم وثائقي مدته 90 دقيقة باسم (ديفيد بوي: آخر خمس سنوات)، مع إلقاء نظرة مفصلة على ألبومات بوي الأخيرة، (اليوم التالي/The Next Day) و (النجم الأسود/Blackstar)، ومسرحيته (لازورس/Lazarus). في 8 يناير 2017، الذي كان من شأنه أن يكون عيد ميلاد بوي ال 70، كانت هناك حفل خيري في مسقط رأسه بريكستون أستضافه الممثل غاري أولدمان، صديق مقرب من بوي. كما تم إطلاق جولة سير على الأقدام لديفيد بوي في بريكستون، وشملت أحداث أخرى بمناسبة عيد ميلاده في نهاية الأسبوع بحفلات موسيقية في نيويورك، لوس أنجلوس، سيدني وطوكيو.

## الجوائز والتقديرات
اختراق التجاري لبوي في عام 1969، من قبل أغنية «غرائب الفضاء/Space Oddity»، نالت جائزة إيفور نوفيلو الخاصة للأصالة. لأدائه في فيلم الخيال العلمي عام 1976 (الرجل الذي سقط على الأرض/The Man who Fell to Earth) فاز بجائزة زحل لأفضل ممثل. في العقود التي تلت ذلك تم تكريمه بالعديد من الجوائز لموسيقاته وأشرطة الفيديو المصاحبة لها، وتلقى من بين أمور أخرى، سبع جائزة غرامي وأربع جوائز بريت من بينهم - ربح مرتيين كأفضل الفنانين البريطانيين، جائزة المساهمة البارزة للموسيقى في عام 1996؛ وجائزة الأيقون البريطاني «لتأثيره الدائم على الثقافة البريطانية»، بعد وفاته في عام 2016.
في عام 1999، تم تعيين بوي قائداً لنقابة الفنون والآداب من قبل الحكومة الفرنسية. حصل على الدكتوراة الفخرية من كلية باركلي للموسيقى في نفس العام. قد رفض الشرف الملكي لرتبة الإمبراطورية البريطانية في عام 2000، ورفض أن يكون فارس في عام 2003. قال بوي في وقت لاحق «لم يكن لدي أي نية لقبول أي شيء من هذا القبيل، وأنا على محمل الجد عندما أقول لا أعرف ما هو. ولم أقضي حياتي من أجل الحصول عليه.»
وقد قدروا في التلغراف في عام 2016 مبيعات بوي الإجمالية على مستوى العالم 140 مليون سجل. في المملكة المتحدة، حصل على 9 بلاتين و 11 ذهب و 8 ألبومات فضية، وفي الولايات المتحدة 5 بلاتين و 7 ألبومات ذهبية. في عام 2003، ظهرت ستة من ألبومات بوي في قائمة رولينغ ستون لأفضل أفضل 500 ألبوم باللغة الإنجليزية الأكثر تأثيرا عبر كل العصور (تصنيف مجلة رولينغ ستون).
في استطلاع بي بي سي عام 2002 للبريطانيون المائة الأعظم، كان بوي في المرتبة 29. في عام 2004، احتلى بوي في مجلة رولينغ ستون المرتبة 39 على قائمة أفضل 100 فنان روك على مر العصور. تم إدخال بوي في صالة الفخرية للروك آند رول في 17 يناير 1996، وعين عضوا في قاعة متحف ثقافة البوب من الشهرة في يونيو 2013. في عام 2016، أعلنت رولينج ستون بوي «أعظم نجم روك في الإطلاق».
في عام 2008، تم تسمية العنكبوت هيتيروبودا دافيدبوي تكريما له. في 5 يناير 2015، سميت حزام الكويكب الرئيسي 342843 دايفيد بوي. في 13 يناير 2016، أنشأ علماء الفلك البلجيكيون الهواة في مرصد ميرا العام «مجمة بوي» من السبعة نجوم التي كانت على مقربة من المريخ في وقت وفاة بوي؛ «الكوكبة» تشكل البرق على وجه بوي من غلاف ألبوم (ألادن سين/Aladdin Sane).

## الأعمال

### الألبومات
- ديفيد بوي (1967)
- غرائب الفضاء (1969)
- الرجل الذي باع العالم (1970)
- هانكي دوري (1971)
- صعود وهبوط زيجي ستارداست وعناكب من المريخ (1972)
- الادن سين (1973)
- ملصقات (1973)
- الكلاب الماسية (1974)
- الشباب الأمريكيين (1975)
- من محطة إلى محطة (1976)
- منخفض (1977)
- «ابطال» (1977)
- نزيل (1978)
- وحوش مخيفة (1980)
- هيا نرقص (1983)
- الليلة (1984)
- لا تخذلني مطلقا (1986)
- تن ماشين (1989) (كعضو في فرقة تن ماشين)
- تن ماشين 2 (1991) (كعضو في فرقة تن ماشين)
- رابطة عنق سوداء ضجيج ابيض (1993)
- في الخارج (1995)
- الارضيون (1997)
- «ساعات ..» (1999)
- الوثني (2002)
- الواقع (2003)
- اليوم التالي (2013)
- نجم اسود (2016)

### الأفلام
- الرجل الذي سقط إلى الأرض (1976)
- مجرد غيغلوا (1978)
- كريستيان أف. (1981)
- رجل الثلج (1982)
- بعل (1982)
- لحية صفراء (1983)
- عيد ميلاد مجيد سيد لورانس (1983)
- الجوع (1983)
- جاز لجين الزرقاء (1984)
- في الليل (1985)
- المتاهة (1986)
- المبتدئين المطلقيين (1986)
- الإغراء الأخير للسيد المسيح (1988)
- حادثة اللينغويني (1991)
- قمم التوأم: النار سير معي (1992)
- أحلم (1991)
- باسكيات (1996)
- انتقام بندقية القاذف (1998)
- الجميع يحب أشعة الشمس (1999)
- سر سيد ريس (2000)
- زولاندر (2001)
- آرثر والمخفيين (2006)
- العظمة (2006)
- فرقة ضرب (2009)

## وصلات خارجية
- ديفيد بوي على موقع IMDb (الإنجليزية)
- ديفيد بوي على موقع ميتاكريتيك (الإنجليزية)
- ديفيد بوي على موقع الموسوعة البريطانية (الإنجليزية)
- ديفيد بوي على موقع روتن توميتوز (الإنجليزية)
- ديفيد بوي على موقع مونزينجر (الألمانية)
- ديفيد بوي على موقع ألو سيني (الفرنسية)
- ديفيد بوي على موقع ميوزك برينز (الإنجليزية)
- ديفيد بوي على موقع رولينغ ستون (الإنجليزية)
- ديفيد بوي على موقع تيرنر كلاسيك موفيز (الإنجليزية)
- ديفيد بوي على موقع أول موفي (الإنجليزية)
- ديفيد بوي في قاعدة بيانات الأفلام على الإنترنت